# Deportivo Saprissa
El Deportivo Saprissa es un club de fútbol de Costa Rica, fundado el 16 de julio de 1935 en la ciudad de San José, juega en la Primera División de Costa Rica desde 1949, su sede es el Estadio Ricardo Saprissa Aymá y sus colores son el morado y el blanco.  
El nombre del equipo alude al de uno de sus fundadores más importantes: Ricardo Saprissa. Es el equipo con la mayor afición y popularidad del país.
Es el club costarricense con más campeonatos oficiales ganados con 60 en total (con más cetros a nivel nacional al contar con 40 títulos de Liga y 11 copas nacionales: 6 de Copa, 3 de Supercopa y 2 de Recopa; además, es la escuadra de Costa Rica y Centroamérica con más títulos internacionales ganados con 9 copas internacionales en total: 3 en la Copa Fraternidad Centroamericana, 1 en el Torneo Grandes de Centroamérica, 1 en la Copa Interclubes de la Uncaf, 1 en la Liga Concacaf y 3 en la Liga de Campeones de la Concacaf).
El Saprissa es el único equipo de su país en ganar seis campeonatos de manera consecutiva entre los años 1972 y 1977. Fue el primer conjunto de Concacaf en alcanzar los 30 títulos nacionales; además de ser el primer equipo de Concacaf, el cuarto equipo del continente americano y el décimo del mundo con más conquistas locales de Primera División.
En 2005 obtuvo un logro histórico institucional al ocupar el tercer lugar de la Copa Mundial de Clubes de la FIFA, celebrada en Japón. Sus méritos deportivos hicieron que el club fuera escogido como el Equipo del siglo XX de la Concacaf según la IFFHS.
Sus rivales tradicionales son: la Liga Deportiva Alajuelense con quien disputa el Clásico Nacional, el Club Sport Herediano con el cual disputa el Clásico del Buen Fútbol y el Club Sport Cartaginés.

## Historia

### Inicios (1935-1947)
Corría el año 1935 Roberto "Beto" Fernández tenía un club de fútbol en la vecindad "La Concretera" en el barrio Los Ángeles de San José y le propuso a los miembros de su club, en la zapatería propiedad de Fausto Leiva en donde trabajaba, constituir un equipo de fútbol para competiciones sobre todo a nivel de ligas infantiles y juveniles, pero sin saber la gran importancia que iba a tener ese mismo club para la historia del fútbol costarricense. En una reunión para decidir el nombre del club surgió el de Ricardo Saprissa; Roberto Fernández sugirió llamarlo Deportivo Saprissa y el señor Leiva le hizo una carta que el mismo Fernández le entregó a don Ricardo quien prometió ayuda, en esta forma quedó oficialmente constituido el Saprissa F.C. un 16 de julio de 1935.
En septiembre de 1935 se inauguró el campeonato infantil, y el conjunto logró el subcampeonato. Al año siguiente el Saprissa obtuvo el campeonato infantil. Para la temporada 1937-38 la cantera de jugadores había crecido; quienes formaron el inicial pasaron a la categoría juvenil y los recién llegados formaron el infantil, y en ambas categorías fueron campeones. En la temporada 1939-40 repitieron y ganaron los dos campeonatos.
En julio de 1941 el infantil del Saprissa se convirtió en el primer equipo de la categoría de Costa Rica que realiza una gira al extranjero. Regresa invicto de El Salvador. En muy poco tiempo, los morados fueron verdaderos protagonistas. Un año después en 1942 el infantil del Saprissa conquistó el campeonato nacional de la categoría. Un problema se presentó cuando los jugadores, que comenzaron a surgir naturalmente del proceso de liga menor, no tenían cabida en la primera división; fue donde emergió la idea de competir en la categoría mayor. En 1946 el equipo participó en el campeonato de Tercera División donde alcanzó el subcampeonato.
Desde su fundación en 1935 hasta 1947, el Saprissa fue el amo y señor de los campeonatos menores que se organizaron en el país. En este lapso logró once títulos en categoría infantil, nueve en la juvenil y dos series invicto en El Salvador y Costa Rica.

### Saprissa hacia la cumbre (1947-1959)
Gracias a la dirección técnica de José Joaquín "Pachico" García, los "morados" como ya se les denominaba desde su época en ligas menores, ganaron de forma invicta el campeonato nacional de Tercera División de 1947 (jugó 22 partidos y los ganó todos, marcó 116 goles y recibió únicamente 13); dejando en el camino a equipos como: Colegio Los Ángeles, C.S. Guadalupe, Gimnástica, Uruguay de Coronado, La Libertad, C.S. Cartaginés, San Bosco, C.S. Aranjuez, Desamparados y Liceo de Costa Rica, entre otros.
El 15 de mayo de 1948, los seguidores del equipo decidieron que era momento de legalizar la institución, fue así como se reunieron en la zapatería de Fausto Leiva, y formaron la asociación deportiva con asiento en la ciudad de San José; y se conformó la junta directiva del Deportivo Saprissa F.C., la cual fue integrada por Ricardo Saprissa Aymá presidente; Manuel Hidalgo Salazar vicepresidente; Federico Herrera Romero secretario; José Joaquín García Quesada tesorero; Jorge Guillén Chaves fiscal; Roberto Fernández Vásquez vocal 1 y Edgar Varela O'karlo vocal 2.
En ese año 1948, participaron en el campeonato nacional de Segunda División el cual ganaron de forma invicta y enfrentaron a los equipos: Club Deportivo López, C. S. Guadalupe, Atlántico, U. D. Moravia, C. S. Barcelona y Rohrmoser F. C. (triunfó en ocho partidos, marcó 41 goles y recibió 12). Al final ascendieron a Primera División en el año 1949 por invitación, debido a que la promoción por el ascenso contra el colero de la primera lo perdieron con la Sociedad Gimnástica Española (el primer partido el Saprissa lo ganó 3-0, el segundo lo perdió 2-6 y el tercer partido 1-2). Guillermo "Viriguas" León Quirós, fue uno de los artífices del ascenso meteórico del equipo, ya que en 1947 fue el goleador del equipo con 47 anotaciones en 22 partidos; en 1948 repitió con 33 anotaciones.
El 7 de agosto de 1949 se jugó un campeonato relámpago en el cual Saprissa se estrenó jugando frente a los equipos de la primera división. El conjunto morado se adjudicó el título de campeón de forma invicta derrotando al Alajuelense 1-0, Orión 3-2 y Herediano 3-0. El 21 de agosto de 1949 el Deportivo Saprissa debutó en la Primera División con victoria de 3-1 sobre el Club Sport La Libertad; Manolo Rodríguez anota el primer gol morado en la máxima categoría. El Saprissa obtuvo su primer título de copa en 1950, al ganar el torneo denominado en ese momento Copa Gran Bretaña. El club ganó su primer campeonato nacional de liga en el año de 1952 de la mano de Otto Pedro Bumbel, cetro que se obtuvo de manera invicta. En el año 1953 quedó de nuevo campeón de liga; y el 2 de noviembre de 1955, el Saprissa ganó 10-0 a la Unión Deportiva Moravia, una de las máximas goleadas de su historia. En 1956 ganó la Copa Cuadrangular logrando su segundo campeonato de copa. En 1957 obtuvo el título de campeón nacional por tercera vez, además ganó el torneo relámpago efectuado ese año. El 18 de mayo de 1958, el Saprissa venció 7-0 al Club Sport La Libertad en ese partido Jorge ‘Cuty’ Monge hace seis tantos, convirtiéndose en el máximo realizador en un solo encuentro en la historia de la institución.
En aquella época de gloria destacaban en el fútbol en Costa Rica grandes clubes, y es por eso que durante la década de los 50's, el Deportivo Saprissa mantiene una segunda y tercera división disputando esas ligas federadas. A finales de esa década, Saprissa se convirtió en el uno de los tantos equipos en América Latina en darle la vuelta al mundo. Transcurría el día 29 de marzo de 1959, fecha en que la delegación del Deportivo Saprissa a bordo de un avión DC-6 llamado “El Holandés Volador” de la línea aérea KLM en el vuelo 988, inicia su gran hazaña de convertirse en el primer equipo de fútbol de Costa Rica en alcanzar un sueño dorado; la gira alrededor del mundo.
Eduardo Viso Abella, director técnico de Saprissa en ese entonces, manifestó:
“El análisis de esta tremenda lucha encontró el premio cuando esas fornidas pantorrillas de los componentes morados se lanzaron abiertamente contra el criterio de muchos, a demostrar sus dotes y su calidad por los cinco continentes”.
"Se soltó de la mano y salió decidido a una lucha encarnizada y sin tregua, para regresar con el palmarés triunfante de haber sido el primer equipo de América Latina en darle la vuelta al mundo”.
Los problemas surgidos antes de la gira fueron difíciles de superar, entre ellos convencer a las federaciones de Europa, Asia y Oceanía de las bondades del fútbol de Costa Rica".
"Y nadie se atreve a dudar que esos galardones, de haber cruzado de primero todos los meridianos de la tierra y regresar victoriosos en su hazaña, fue fruto de una excursión placentera".
La labor del equipo en esta gira por el mundo fue que el Saprissa jugó un total de 22 partidos de los cuales ganó 14, empató 1 y perdió 7, para un total de 66 goles a favor y 46 en contra. En esta gira mundial de 74 días, el Deportivo Saprissa visitó 38 lugares de 25 naciones, estuvo en 35 aeropuertos, recorrió 59 055 kilómetros para 146.35 horas de vuelo. La delegación morada partió el 29 de marzo de 1959 y regresó el 10 de junio del mismo año.

### Consolidación y éxitos nacionales e internacionales (1960-1999)
A partir de los años sesenta y setenta el equipo comenzó una de las etapas más exitosas de su historia. En la década de los sesenta el equipo ganó seis campeonatos de liga: 1962, 1964, 1965, 1967, 1968 y 1969; tres copas nacionales: Copa Presidente 1960 y 1963, y Copa Campeón de Campeones 1963. En la década de los setenta fue campeón de liga en seis ocasiones consecutivas de 1972 a 1977 (récord de títulos consecutivos a nivel nacional), además obtuvo tres copas nacionales: Copa Costa Rica 1970, Copa Juan Santamaria 1972 y Copa Campeón de Campeones 1976. A nivel internacional logró ser tres veces campeón del torneo Fraternidad Centroamericana 1972, 1973 y 1978.
Durante los años ochenta el equipo vivió una etapa de cambio, Ricardo Saprissa se alejó de la junta directiva luego de una gestión de 32 años como presidente, y a nivel deportivo los éxitos fueron menos en comparación con los años anteriores. En los primeros años de esta década solo fue campeón nacional en 1982 y a nivel internacional se proclamó campeón de la Copa Camel en 1985. Saprissa vuelve a retomar el protagonismo a finales de los años ochenta obtuvo el bicampeonato en 1988 y 1989; y para la década de los noventa ganaron siete títulos (internacionales y nacionales): ganó la Copa de Campeones de Concacaf en dos ocasiones en 1993 y 1995, uno del torneo Grandes de Centroamérica en 1998 y cuatro campeonatos nacionales en las temporadas 1993-94, 1994-95, 1997-98 y 1998-99. En los dos últimos campeonatos de la década marcó más de 100 anotaciones (101 goles en la campaña 1997-98 y estableció el récord de más anotaciones en una sola temporada con 108 goles en el torneo 1998-99). Por los logros anteriores fue declarado el Equipo del Siglo XX en Costa Rica por la prensa nacional. A la vez, en un análisis de estadígrafos del fútbol costarricense designaron al Deportivo Saprissa como el mejor equipo de Costa Rica y centroamericano a nivel internacional.

### Años de crisis (2000-2003)
En los últimos años del siglo XX y en los primeros del siglo XXI, el equipo entró en grave crisis económica, el pasivo se agigantó, se atrasaba el pago a los jugadores aunque paradójicamente se realizaron inversiones como la compra de la Casa Club y el fallido desarrollo de la Ciudad Deportiva, sin contenido económico, proyectos que agravaron la situación del equipo. A nivel deportivo el club también estuvo en crisis, además de una inestabilidad en el cuerpo técnico (tuvo nueve directores técnicos del año 2000 a inicios de 2003) y durante estos años los resultados no fueron los deseados.
En un esfuerzo por salvar a la institución, la asociación se transformó en sociedad anónima el 15 de julio de 2000, pero no pudo superar la crisis, entrega de desaciertos de la organización. El Estadio fue rematado por el Juzgado Civil y de Hacienda de Asuntos Sumarios, pero merced a defensas legales oportunamente presentadas, el Banco Popular, rematario, no pudo entrar en posesión del bien. Además de la deuda con el Banco Popular, el club mantenía otra con la Caja Costarricense del Seguro Social (CCSS) y el Instituto Mixto de Ayuda Social (IMAS), este último ente solicita la apertura de un proceso de quiebra contra el Saprissa. Mínor Vargas presidente el club fue destituido por diversas irregularidades denunciadas por el fiscal de la junta directiva, Fabio Carballo. Tras la destitución de Vargas, se designó como presidente a Fernando Villalobos; quién llevó las negociaciones con los representantes de Jorge Vergara, que en forma providencial en el año 2003, adquiere la mayoría del paquete accionario y logra salvar de una potencial quiebra económica al conjunto morado.

### La era Vergara (2003-2011)
Una de las épocas de más éxitos del conjunto morado comienza en marzo de 2003 cuando el empresario mexicano Jorge Vergara, compró el club. En ese entonces el equipo pasaba por una crisis deportiva e institucional que tenían al equipo al borde de la bancarrota. Con la llegada de Vergara a la institución morada vinieron varios cambios como el de colocar al estadio gramilla sintética; además de la política de utilizar jugadores únicamente de nacionalidad costarricense. Además desde la temporada 2003-04 hasta la 2005-06 el Saprissa modificó su uniforme, haciendo que este dejase de utilizar publicidad.
En la temporada 2003-04 el equipo empezó una campaña muy exitosa, llegando a estar invictos durante el torneo Apertura durante 21 fechas (convirtiéndose esto en el mejor arranque de un campeonato del Deportivo Saprissa); en la última fecha del torneo y con la seguridad de haber ganado el torneo Apertura 2003-04 y asegurándose así una eventual final, cayó su invicto de 21 fechas ante la Asociación Deportiva Ramonense. Además, los éxitos del cuadro morado continuaron dado que el equipo se consagró campeón de la Copa Interclubes UNCAF 2003, con un triunfo de 3-2 ante Comunicaciones de Guatemala en el LA Memorial Coliseum de Los Ángeles, California. Al año siguiente quedó subcampeón de Concacaf, ya que perdió la final de la Copa de Campeones de la Concacaf 2004 ante la Liga Deportiva Alajuelense que se consagró campeón en el mes de mayo de 2004. Posteriormente en el torneo Clausura 2003-04 el Deportivo Saprissa no logró la primera posición, fue obtenida por el Club Sport Herediano. Ya en la gran final de la temporada 2003-04 el Club Sport Herediano y el Deportivo Saprissa se enfrentaron, en donde el cuadro morado salió victorioso en la serie empatando en el primer encuentro 1-1 en el Estadio Nacional e imponiéndose posteriormente en el Estadio Ricardo Saprissa Aymá con un marcador de 2-1, con lo que el Saprissa volvió a consagrarse campeón nacional y logró así su estrella número 23.
Durante la campaña 2004-05 el cuadro morado no tuvo ningún éxito local, dado que en este torneo perdería ambas finales (Apertura y Clausura) del campeonato nacional; además de perder la Copa Interclubes UNCAF 2004 ante el Municipal de Guatemala, logrando un subcampeonato. En el año 2005 el Deportivo Saprissa afrontó una nueva edición de la Copa de Campeones de la Concacaf del mes marzo hasta el mes de mayo de 2005, en donde se enfrentó en cuartos de final al Kansas City Wizards imponiéndose sobre este con global de 2-1; posteriormente en el mes de abril jugó en semifinales contra el club de fútbol Monterrey, en el primer partido celebrado en el Estadio Ricardo Saprissa el cuadro morado empató con marcador de 2-2 con un gol agónico de Allan Alemán, ya en el partido de vuelta se disputó uno de los partidos más duros y difíciles que haya afrontado el Saprissa durante este torneo, dado que al inicio del partido expulsaron a Walter Centeno dejando al Saprissa con 10 jugadores, aunque esto pudo haber sido el fin para Saprissa en el torneo, el cuadro morado impuso sus condiciones y con un jugador menos empató un partido que se creía perdido para el cuadro morado, con gol de Rónald Gómez, esto hizo que el partido se fuese a un decisiva tanda de penales en donde el cuadro morado se triunfó con un marcador de 5-3, haciendo que Saprissa disputase una nueva final de Copa de Campeones de la Concacaf, siendo esta la segunda consecutiva, y en la final efectuada en el mes de mayo el cuadro morado se enfrentó al cuadro de Pumas de la UNAM. Saprissa abrió la serie en casa imponiéndose al club mexicano por marcador de 2-0 gracias a los goles de Christian Bolaños y Gabriel Badilla, en el partido de vuelta disputado en el estadio Olímpico Universitario el cuadro morado disputó un partido muy reñido, al final el cuadro mexicano ganó con un marcador de 2-1, el conjunto saprissista ganó la final con global de 3-2 consagrándose así por tercera vez en su historia como campeón de la Copa de Campeones de la Concacaf, con este título el cuadro morado obtuvo el récord de ser el equipo centroamericano con más trofeos de esta competición, además de ser el primer equipo centroamericano y de Costa Rica en disputar la Copa Mundial de Clubes de la FIFA 2005 celebrada en el mes de diciembre en Japón.
En diciembre de 2005 el Deportivo Saprissa jugó su primer partido del Mundial de Clubes ante el Sidney Football Club en el Estadio Toyota en donde ganó el partido con marcador de 1-0 con gol de Christian Bolaños, con este triunfo el Deportivo Saprissa clasificó a las semifinales y disputó la semifinal ante el campeón de Liga de Campeones de la UEFA el Liverpool Football Club en el Estadio Internacional de Yokohama, al final el club inglés se dejó la victoria ante el cuadro morado con un marcador de 3-0. El Deportivo Saprissa disputó el encuentro por el tercer lugar, su último partido del Mundial de Clubes fue ante el Al-Ittihad de Arabia Saudita ganándole a dicho equipo árabe en un reñido partido con marcador de 3- 2, y alcanzó con esto el tercer lugar de la Copa Mundial de Clubes de la FIFA en su primera participación, logrando así dejar el nombre de Costa Rica en lo más alto del fútbol mundial.
De vuelta en Costa Rica el cuadro morado se coronó campeón de la temporada 2005-06, al haber ganado los torneos de Apertura y Clausura de esta temporada, logrando así su campeonato número 24 a nivel nacional. Durante el año 2006 el Saprissa participó en una nueva edición de la Copa de Campeones de la Concacaf del mes de febrero al mes de abril, en la fase de cuartos de final enfrentó a Los Angeles Galaxy al cual eliminó con un global de 3-2, en la fase de semifinales el equipo morado enfrentó al Deportivo Toluca, abriendo la serie en México, el Toluca obtuvo la victoria sobre el Saprissa con marcador de 2-0, y en el partido de vuelta el Saprissa tenía la obligación de darle la vuelta a la serie, pero el cuadro morado no lo logró, terminando el partido de vuelta a favor de Saprissa 3-2, con el global con 4-3 a favor del Deportivo Toluca dejando así al campeón defensor fuera de la final de la Copa de Campeones de la Concacaf 2006. En el campeonato nacional el Saprissa ganó tanto el torneo Apertura como el torneo de Clausura de la temporada 2006-07 ante el Pérez Zeledón y la Liga Deportiva Alajuelense respectivamente haciendo que el cuadro morado ganara el bicampenato, lo que significó su estrella número 25 en el balompié nacional. Posteriormente y por decisión de la UNAFUT el campeonato nacional iniciaría bajo el formato de torneos cortos, dejando de lado el antiguo formato de un campeón por temporada siendo el Deportivo Saprissa como el último campeón de torneos largos.
Con esto el Deportivo Saprissa iniciaría su primer torneo corto y siendo el campeón defensor, el Saprissa se coronó como campeón del Torneo de Invierno 2007 ante el Club Sport Herediano, logrando así el tricampeonato y su campeonato número 26. A nivel internacional el equipo obtuvo el subcampeonato de la Copa Interclubes UNCAF 2007 al perder la final ante el Motagua de Honduras; posteriormente en el año 2008 el Deportivo Saprissa participó nuevamente en una edición de la Copa de Campeones de la Concacaf del mes de marzo a abril, el cuadro morado se abrió paso a la final dejando en cuartos de final al Atlante de México con global de 4-2, así como en semifinales al Houston Dynamo de Estados Unidos con global de 3-0, disputando así otra vez en su historia una final de Copa de Campeones de la Concacaf ante el Pachuca de México, en la final el cuadro morado disputó un encuentro muy cerrado ante el club mexicano cayendo derrotado ante este por un global de 3-2 a favor del Pachuca, perdiendo así la posibilidad de ir nuevamente al Mundial de Clubes de la FIFA, siendo esto un duro golpe para los morados, agregado a esto el Saprissa como subcampeón del torneo no recibió la invitación a la Copa Sudamericana como generalmente lo recibía el subcampeón del torneo. De vuelta en Costa Rica, el Saprissa ganó los Torneos de Verano e Invierno 2008 disputando la final ante la Liga Deportiva Alajuelense en ambos torneos y logrando con esto el pentacampeonato nacional, así como sus títulos números 27 y 28 en el fútbol nacional. El conjunto morado participó en la Copa de Campeones de la Concacaf renombrada en la edición 2008/09 como la Liga de Campeones de la Concacaf, con un formato diferente el torneo se disputaba con fase preliminar, fase de grupos previa que posteriormente daba dos clasificados por grupo a las otras rondas, el Saprissa quedó eliminado en la segunda fase (fase de grupos).
Aunque el Deportivo Saprissa tuvo un rendimiento destacado en 2008, ya en los Torneos de Verano e Invierno 2009 el Saprissa no logró revalidar el título nacional perdiendo en semifinales del Torneo de Verano 2009 ante el Municipal Liberia. Gracias a que el Saprissa se consagró campeón del Invierno 2008 este disputó nuevamente la Liga de Campeones de la Concacaf en la edición 2009/10, el Saprissa disputó su pase a la fase final en el Grupo C, enfrentando a los equipos de Cruz Azul de México, el Columbus Crew de Estados Unidos y el Puerto Rico Islanders, durante este torneo el cuadro morado no logró el pase a la fase final dado que este solamente consiguió ser tercero en su grupo. De vuelta en Costa Rica con la esperanza de volver a ser campeón el Saprissa disputó el Torneo de Invierno 2009, el cuadro morado no logró siquiera llegar a clasificarse en la fase de grupos, lo que significó quedar sin un solo título oficial en el año 2009.
En 2010, el cuadro morado con sed de revancha disputa el Torneo de Verano 2010 con la misión de volver nuevamente a la senda del triunfo y buscando llegar a su título número 29 en su historia, el Saprissa tras 16 partidos de fase regular quedó como el líder del Grupo A del torneo nacional clasificándolo automáticamente a las semifinales, en las semifinales el Saprissa se enfrentó ante el Santos de Guapiles al cual derrotaría con global de 1-0, y disputó la final ante la Asociación Deportiva San Carlos a la cual derrotó con marcadores de 4-2 y 3-0, con esto el Saprissa lograría ganar su campeonato número 29, consolidándose como el equipo más ganador en la historia de Costa Rica y logró así clasificarse a la Liga de Campeones de la Concacaf 2010/11; en dicha edición de la Liga de Campeones, el Saprissa clasificó de la fase de grupos como segundo del Grupo C, solo por debajo del Monterrey de México. En la fase final de torneo el Saprissa enfrentó en cuartos de final al Olimpia de Honduras dejando fuera al equipo hondureño con un global de 3-1, y en la semifinal el Saprissa se enfrentó al Real Salt Lake de Estados Unidos en una agónica serie de semifinales el Saprissa no logró pasar a la final quedando fuera por un global de 3-2 a favor del equipo estadounidense. Para el año 2011 el presidente Jorge Vergara decidió no invertir más en el equipo.
Durante la gestión de Jorge Vergara el Deportivo Saprissa obtuvo grandes y destacados logros tanto a nivel nacional como internacional, siendo este nombrado el Equipo del siglo XX de la Concacaf por encima de grandes equipos de México, Estados Unidos, Honduras, Guatemala y demás. Durante esta época el Deportivo Saprissa logró siete campeonatos nacionales (fue pentacampeón desde el 2006 hasta el 2008), un subcampeonato nacional en 2003; un torneo de la Copa de Campeones de la Concacaf en 2005, dos subcampeonatos en las ediciones 2004 y 2008; un torneo de Copa Interclubes de la UNCAF en 2003, dos subcampeonatos en las ediciones 2004 y 2007 y por último un tercer lugar en la Copa Mundial de Clubes de la FIFA en 2005. Siendo esta una época dorada para el cuadro morado.

### Horizonte Morado (2011-Actualidad)
Posteriormente, con la negativa de Jorge Vergara en querer invertir en el equipo morado, este terminó vendiendo sus acciones al grupo Horizonte Morado (compuesto en ese momento por Juan Carlos Rojas Callan, Edgar Zurcher, Alberto Raven Odio, Marco Cercone, Sergio Egloff y René Picado de Televisora de Costa Rica, S.A., entre otros) quien asumió el control del Saprissa en abril de 2011 con un 70% de las acciones.
El primer título del equipo en la administración de Horizonte Morado, fue el Torneo de Copa Banco Nacional en donde el equipo morado, logró consagrarse como el campeón de Copa (por séptima vez en la historia), al vencer en la final al equipo Asociación Deportiva Carmelita, en donde el equipo tibaseño obtuvo el triunfo con un marcador de 4-2 en tanda de penales después de haber finalizado el encuentro 0-0, siendo este el único título en 2013.
En el Torneo de Verano JPS 2014, el Deportivo Saprissa se reforzó con la llegada de jugadores del ámbito nacional como Hanzell Arauz, Marvin Angulo, Heiner Mora, Daniel Colindres y así como de los jugadores extranjeros: el defensa panameño Adolfo Machado proveniente del Comunicaciones de Guatemala, el delantero boliviano Carlos Saucedo proveniente del Club San José de Bolivia y el portero mexicano Luis Michel jugador del Club Chivas de Guadalajara. Tras 22 fechas jugadas quedó como líder del torneo con 46 puntos, ya en la fase final del Torneo de Verano el Deportivo Saprissa se enfrentó en las semifinales ante la Universidad de Costa Rica a doble partido disputado en el Estadio Ricardo Saprissa Aymá, en el primer juego el Saprissa disputó un partido difícil siendo este capaz de empatar de forma agónica el partido con marcador de 2-2, ya en el segundo partido el Deportivo Saprissa consiguió el triunfo con marcador de 2-0, logrando así romper la racha negativa de 7 torneos consecutivos sin lograr disputar una final en torneos de liga. En la final del Torneo de Verano JPS 2014 el Deportivo Saprissa enfrentó al actual campeón Liga Deportiva Alajuelense, esta no solo iba a definir al campeón del Torneo, sino que también definiría quien sería el primer equipo de Costa Rica en lograr coronar su estrella número 30 en la Primera División de Costa Rica. En el primer partido disputado en el Estadio Alejando Morera Soto, el Deportivo Saprissa logró conseguir un empate a cero goles dejando así que la serie final se definiera en el Estadio Ricardo Saprissa Aymá, en donde el equipo morado logró triunfar con marcador de 1-0, con esto el Deportivo Saprissa consiguió ser el equipo más ganador en la historia del fútbol costarricense, además de ser el primer equipo de Concacaf en conseguir 30 títulos nacionales por encima de países como México, Estados Unidos, Honduras, Guatemala y otros.
En el Campeonato de Invierno 2014, el equipo logró el bicampeonato nacional. Al inicio del torneo los resultados no fueron los esperados por lo que se realizó un cambio en la dirección técnica, se destituyó a Ronald González y se nombró a Jeaustin Campos. Tras ingresar como cuarto lugar a la segunda fase del torneo, eliminó a la Liga Deportiva Alajuelense en las semifinales con un marcador global de 2-1 (ganó 1-0 en el partido de ida y empate 1-1 en el encuentro de vuelta); y el equipo alcanzó su título número 31, al vencer en la final al Club Sport Herediano, con un marcador global de 5-3 (ganó 4-2 el primer partido y empató 1-1 el segundo encuentro).
En el campeonato de Verano 2015 el equipo quedó eliminado en las semifinales y en el Torneo de Copa Banco Popular 2015 fue eliminado en la segunda fase. Y tras una mala racha del club en el campeonato de Invierno 2015 y la Liga de Campeones de la Concacaf 2015/16, Jeaustin Campos fue despedido de la gerencia deportiva y de la dirección técnica del equipo el 17 de septiembre del 2015. Douglas Sequeira fue elegido como el técnico interino. El Saprissa estuvo envuelto en una polémica, luego de que saliera a la luz pública un supuesto problema entre varios jugadores morados. El 25 de octubre del 2015 a través de un comunicado de prensa el Saprissa anunció que Douglas Sequeira fue destituido como director técnico del club con solo un mes al frente de la institución, en su puesto fue nombrado Carlos Watson como técnico, y Manuel Gerardo Ureña además de Douglas Sequeira como asistentes del club. Con Carlos Watson al mando de la dirección técnica el Saprissa ganó su campeonato número 32 de la primera división de Costa Rica, al eliminar en las semifinales al Club Sport Herediano y vencerlo con un resultado global de 3-2 (ganó 3-0 el primer partido y perdió 2-0 el segundo enfrentamiento), y en la final venció a la Liga Deportiva Alajuelense con un marcador global de 4-1 (ganó 2-0 en el partido de ida y un triunfo 2-1 en el encuentro de vuelta).
Luego de haber quedado eliminado en las semifinales del Verano 2016, el equipo comenzó una reestructuración en cuanto a salidas y llegadas de futbolistas. En el inicio del Campeonato de Invierno 2016, el club fue cuestionado por el empate de 3-3 sobre el recién ascendido San Carlos, pero en el transcurrir de las jornadas, los tibaseños encontraron resultados positivos que le colocaron en el primer sitio de la tabla. También calificó a la siguiente etapa de la Liga de Campeones de la Concacaf, dejando fuera a rivales como el Portland Timbers de Estados Unidos y al Dragón de El Salvador en fase de grupos. Al término de la ronda de clasificación, el equipo se hizo con el liderato con 49 puntos, además de los cupos hacia la cuadrangular y a una posible final. El 15 de diciembre, el conjunto venció 2-0 al Herediano, para obtener el liderato en la última etapa del certamen. Debido a estas situaciones, los saprissistas se coronaron de manera automática sin necesidad de la final, proclamándose con el título número 33 en su historia.
En el año 2017 el equipo no logró los resultados deseados, a nivel internacional en la Liga de Campeones de la Concacaf 2016/17, en la etapa de ida de los cuartos de final, el 21 de febrero de 2017 el club recibió al Pachuca de México en el Estadio Ricardo Saprissa el encuentro concluyó en empate sin anotaciones. El 28 de febrero de 2017 fue el partido de vuelta en el Estadio Hidalgo, el equipo quedó eliminado de la competición al perder el encuentro. A nivel nacional el equipo finalizó primero en la primera etapa del campeonato de verano 2017 (lo que permitió que el equipo accediera a la final), y en la segunda fase obtuvo el segundo puesto detrás del Club Sport Herediano; conjunto con el que disputó la final del campeonato, y perdió ambos partidos, logrando el subcampeonato del campeonato de verano 2017. En el campeonato Apertura 2017, el equipo finalizó en segundo lugar en la primera etapa, y alcanzó la misma posición en la segunda etapa del certamen, con estos resultados el conjunto saprissista no logró clasificar a la final del campeonato nacional. Al concluir la participación del equipo el entrenador Carlos Watson anunció su retiro de la dirección técnica; en su lugar fue nombrado en la dirección técnica del equipo Vladimir Quesada. En la Liga de Campeones de la Concacaf 2018 el conjunto fue eliminado en la etapa de octavos de final al quedar eliminado frente al América de México. A pesar de la eliminación en el torneo internacional, el equipo a nivel nacional se recuperó y logró ganar la segunda etapa del Campeonato de Clausura 2018, así como la tabla general, lo que le permitió acceder a la final, que disputó con el Club Sport Herediano, al que derrotó en la tanda de penales 4-3 después de que los dos partidos de la final quedaran empatados (1-1 y 0-0), logrando el conjunto saprissista el campeonato número 34 en su historia.
En noviembre de 2019 el equipo obtuvo un título internacional, al ganar en la Liga Concacaf 2019, al vencer a rivales provenientes de Belice, El Salvador, Panamá y Honduras. En la final venció al Motagua con marcador en el juego de ida de 1-0 y en el partido de vuelta 0-0.
En junio de 2020 el cuadro morado ganó su título nacional número 35 tras vencer a la Liga Deportiva Alajuelense en la final de la segunda fase con victorias de 2-0 y 1-0, sin necesidad de una gran final ya que había ganado la primera fase del campeonato. Un año después el equipo logra el título 36 de la historia al ganar el Clausura 2021, después de tener una primera fase del campeonato irregular donde clasificó en el cuarto puesto a la segunda fase y una inestabilidad en la dirección técnica (inició Walter Centeno, fue sustituido por Roy Myers y finalizó el campeonato Mauricio Wright). Bajo las órdenes de este último el conjunto en la segunda fase eliminó a Liga Deportiva Alajuelense con un marcador de 4-3 y 2-2 en semifinales, y en la final venció al Club Sport Herediano con triunfos de 3-2 y 1-0. Al obtener el campeonato el equipo clasificó a la Supercopa Liga Promerica 2021, la cual ganó al vencer a Liga Deportiva Alajuelense con un marcador de 4-1.
En noviembre de 2022, el equipo consiguió el título 37 al ganar el Apertura 2022 al vencer al Club Sport Herediano en la gran final con marcadores de 2-0 en el encuentro de ida y 0-1 en el partido de vuelta, para un marcador global de 2-1. En mayo de 2023, alcanzan su cetro número 38 y el bicampeonato nacional, tras vencer en la final del Clausura 2023 a la Liga Deportiva Alajuelense, por 3 a 2 en el global, con marcadores de 0 a 1 en el juego de ida y 3 a 1 en el de vuelta. Los títulos obtenidos le dieron la clasificación a la Supercopa 2023 y Recopa 2023, donde enfrentó al Club Sport Herediano y al Club Sport Cartaginés, en ambos certámenes logró el campeonato al vencer 1-0 en la Supercopa al Herediano y en la Recopa derrotó en penales al Cartaginés 3-2 después que el encuentro finalizó 0-0.
En diciembre de 2023, el cuadro morado alcanza su estrella 39 en el Apertura 2023 tras concluir como líder de la tabla con un récord de puntos de 55 puntos en 22 fechas, en las semifinales eliminaron sin problemas al Cartaginés ganando ambos compromisos de ida y vuelta, 2-0 la ida en el Estadio Fello Meza y 4-0 en la vuelta en Tibás. Ya en la final de la segunda fase se enfrentó al Herediano, derrotándolo en ambos juegos, primero en la ida 2-1 en el Estadio "Colleya"  Fonseca y en la vuelta derrotándolo por la mínima 1-0, con anotación del hondureño, Michael Chirinos al minuto 92.
Para el Clausura 2024, Saprissa vuelve a terminar de líder en la fase regular con un total de 48 puntos en 22 fechas, en las semifinales se enfrenta al conjunto de San Carlos, en la ida lo vence de visita 1-0 con gol de David Guzmán, en la vuelta golea al conjunto norteño por 4 a 0 en Tibás. En mayo de 2024, disputa la final de la segunda fase ante la Liga Deportiva Alajuelense en el primer juego, cae por la mínima 1-0, en la vuelta el Saprissa remonta el global y golea a los manudos 3-0, con goles de Ariel Rodríguez en la primera parte, Luis Paradela y Orlando Sinclair en el segundo tiempo, para así levantar el cetro número 40 en su historia y lograr el tetracampeonato.

## Instalaciones

### Antiguo Estadio Nacional

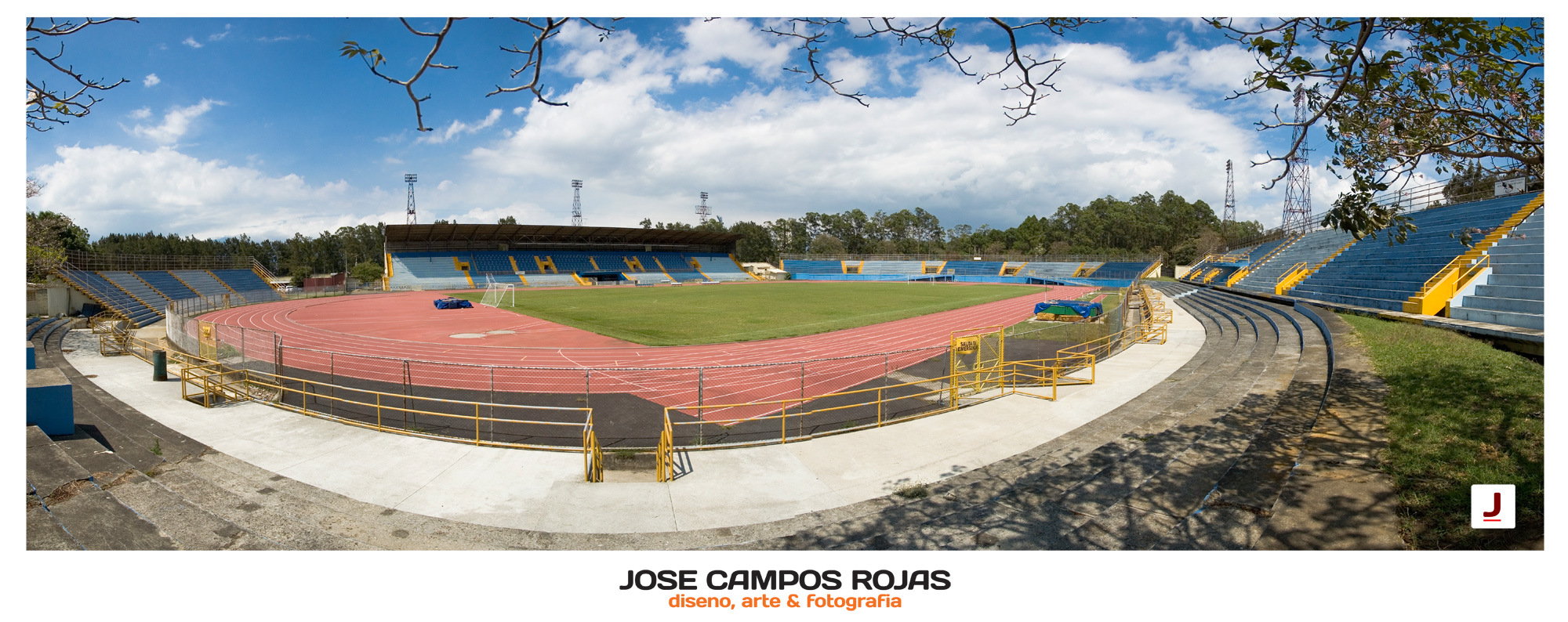

El Deportivo Saprissa, utilizó como sede el Antiguo Estadio Nacional (el cual se ubicaba en La Sabana en San José) desde 1949 hasta 1972. En la vieja sede el equipo jugó 484 partidos tanto en calidad de local como de visitante, en sus cifras globales los tibaseños alcanzaron 317 victorias, 96 empates y 72 pérdidas; además 1125 goles anotados y tan solo 440 recibidos; lo que lo convirtió en el equipo costarricense que más veces jugó en el Antiguo Estadio Nacional en la historia del campeonato de la primera división.
La vieja sede de los morados tuvo que ver con grandes momentos del club, ahí disputaron su primer partido de primera división el 21 de agosto de 1949 ante el Club Sport La Libertad, choque que se resolvió con victoria morada 3-1, ahí ganaron sus primeros torneos: Relámpago en 1949, la Copa Gran Bretaña en 1950 y de Primera División en 1952 además de haber efectuado grandes demostraciones en el ámbito internacional.

### Estadio Ricardo Saprissa Aymá

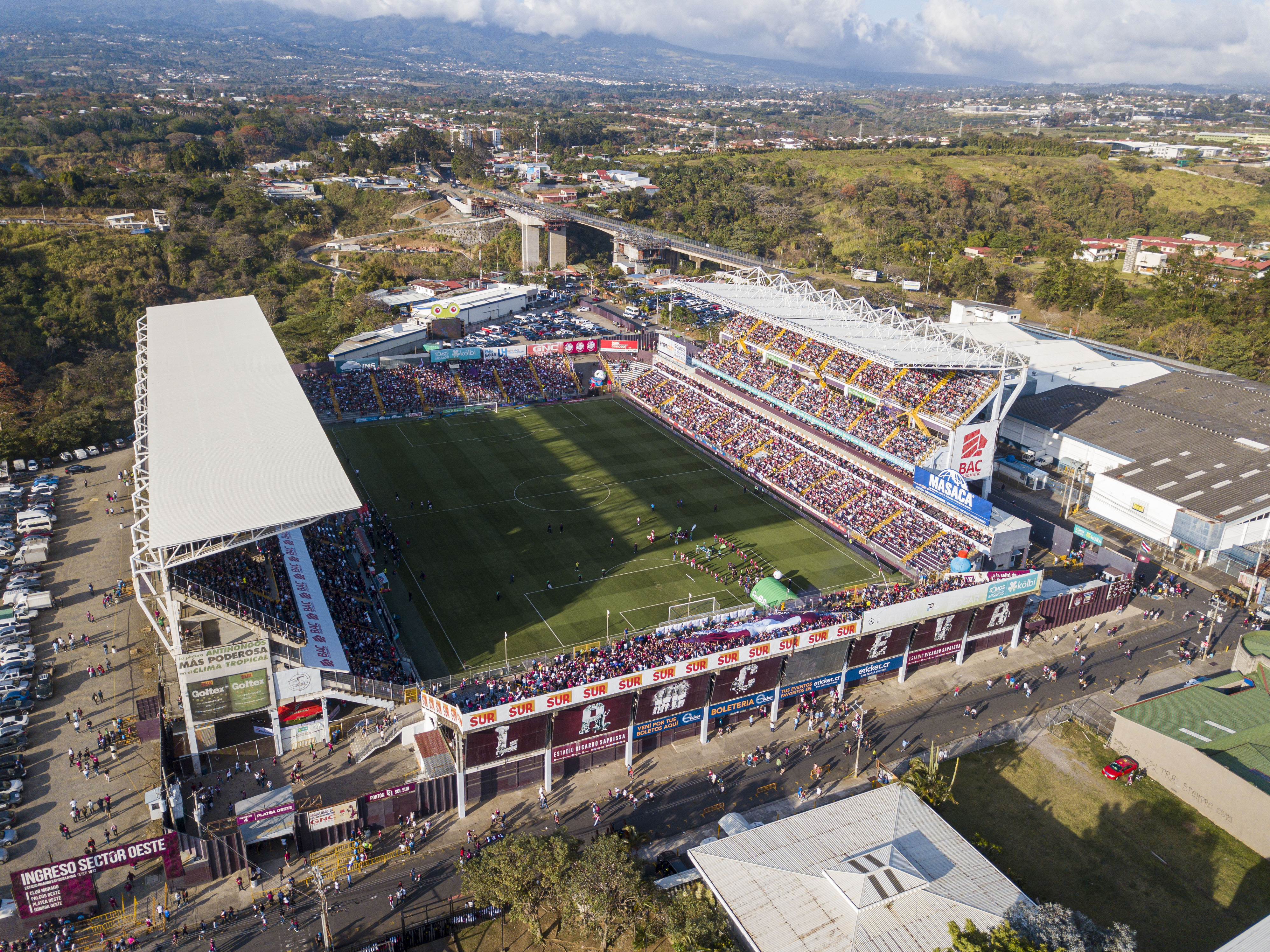

Desde 1972 utiliza como sede el Estadio Ricardo Saprissa Aymá, conocido como "La Cueva", bautizado en honor al expresidente y cofundador del club, Ricardo Saprissa. La primera idea en procura de lograr un terreno para la construcción de un campo de entrenamiento para el Deportivo Saprissa y con el tiempo un estadio propio, surgió entre 1955 y 1956. La búsqueda no solo de un terreno para entrenar, sino también de un lugar ideal para construir el futuro estadio del Deportivo Saprissa duró su tiempo. Se necesitaba que el terreno tuviera vías de comunicación fluidas a las principales provincias en especial fácil acceso para los aficionados capitalinos. Luego de balancear los pro y los contra de varios terrenos, se llegó a una resolución de comprar en el distrito de San Juan cantón de Tibás en la provincia de San José. El 3 de agosto de 1965, se firmó la escritura de compra. Un año después de la compra del terreno, le corresponde a don Ricardo Saprissa Aymá colocar la primera piedra, el día 12 de octubre de 1966 y se empezó la construcción de las graderías y los palcos, que fueron arrendados para poder obtener una fuente de financiamiento y así enfrentar los altos costos. Luego de seis años de esfuerzo se logró cristalizar el acto inaugural del Estadio Ricardo Saprissa Aymá, el domingo 27 de agosto de 1972, mediante el descubrimiento de la placa que da constancia del nombre oficial del Estadio, además se realiza el primer partido en este coloso morado. En 1984, fue inaugurada la gradería sur, donde antes estuvo “el palco de los elefantes”. El Estadio Ricardo Saprissa Aymá aumentó su aforo en 9000 personas en 1989 con la construcción de la gradería de sombra y palcos en el sector oeste.
Actualmente, es el segundo estadio de mayor capacidad de Costa Rica, superado solo por el Estadio Nacional. Tiene una capacidad real de 21 350 espectadores. Las medidas oficiales reglamentarias del área de juego son de 105 metros de largo por 68 metros de ancho y las medidas totales de la cancha; 117 metros de largo por 84 metros de ancho, las dimensiones del marco son: 2.44 metros de alto por 7.32 metros de ancho, medidas ratificadas por la FIFA. Tiene una visibilidad excelente, el espectador más lejano se encuentra a 80 metros del centro del círculo central a un ángulo de 45° y el más cercano a 42 metros del mismo punto de referencia.
La clase de gramilla del Estadio Ricardo Saprissa Aymá, es césped natural, que cuenta con el certificado de aprobación de FIFA, con una muy alta calificación, avalándola para ser un césped de primer nivel. Es de la más moderna tecnología en el mundo, lo que permite que se puedan jugar toda clase de partidos nacionales e internacionales. La grama tiene capas de arena y piedras que facilitan la absorción de grandes cantidades de agua.
El estadio fue la sede más usada por la selección de fútbol de Costa Rica, como su sede oficial para partidos eliminatorios y amistosos, antes de la construcción del nuevo Estadio Nacional, debido a los buenos resultados conseguidos históricamente ahí, y a que muchos de los jugadores aseguran sentirse bien jugando en dicho lugar. También se considera uno de los estadios más temidos del área de Concacaf debido a que cuenta con una estructura muy vertical en la que los aficionados se encuentran muy cerca de la cancha. Los jugadores de la selección de los Estados Unidos aseguran sentirse muy incómodos y nerviosos en "La Cueva del Monstruo".

### Centro Deportivo Roberto “Beto” Fernández
El Deportivo Saprissa inauguró el viernes 18 de noviembre de 2022 el Centro Deportivo Roberto “Beto” Fernández, ubicado en Guayabos de Curridabat en la provincia de San José y cuenta con dos canchas de entrenamiento (natural y artificial). Además, se cuenta con camerinos para el uso de los futbolistas, así como un gimnasio y espacios para los períodos de rehabilitación.
En esta primera fase se presentaron dos gramillas para prácticas (sintética y natural) y un camerino. Sin embargo, la construcción contará con más fases, sumando más espacios para entrenamientos y otras infraestructuras. Este lugar de preparación estará disponible para la primera división masculina y femenina y para las divisiones menores en general.

## Uniforme
El Deportivo Saprissa se ha caracterizado desde sus inicios por utilizar su uniforme morado "vino tinto", también conocido como "burgundy". En el año 1935 los colores oficiales del uniforme titular fueron rojo y blanco (camiseta roja, con pantaloneta blanca). Sin embargo, aquel atuendo duraría solo un par de años, pues un error en uno de los telares de la fábrica El Laberinto (propiedad de don Rogelio Saprissa, hermano de don Ricardo), mezcló los hilos rojos y azules del uniforme del Orión F.C., la tela morada que resultó de aquel error, no le sirvió a los orionistas, pero fue adoptada por el naciente club de niños al que don Ricardo cedió su apellido. El color accidental del nuevo uniforme les agradó a todos, Roberto Fernández, fundador del equipo junto con Fausto Leiva, decidió agregarle una S grande en el pecho y así quedó conformado el histórico atuendo, y en el año de 1937 se acordó el color morado como el oficial del club. Este uniforme se caracterizaba por ser particularmente elegante, y fue mejorando y modernizándose con el pasar de los años.
Desde 1949, cuando el Saprissa debutó en la Primera División, su color el morado no varió, solo alternaba con el blanco como color principal. Durante los años de 1987 hasta el 2003 en el uniforme se utilizaron diferentes tonos de violeta y morado obscuro, también el Saprissa adoptó un tono de morado más azulado y menos rojizo en ocasiones, siendo la más recordada durante la era Vergara (2003 a 2011), durante los últimos años de esta gestión el uniforme tenía adicionadas unas franjas color naranja a los costados de la camiseta y la pantaloneta. Desde el año 2012 hasta la actualidad se siguen utilizando los colores clásicos de morado "vino tinto" o "burgundy", junto al blanco.
De local se utiliza la camiseta morada vino tinto con detalles en blanco, y se utilizan shorts vino tinto con detalles blancos y grises. En ocasiones se combina la camiseta de local, con shorts blancos. De visita se utiliza la camiseta blanca con detalles en morado vino tinto y gris, y shorts morado vino tinto con detalles en blanco, o bien shorts blancos con detalles en morado vino tinto.
Durante la administración de Horizonte Morado el equipo ha utilizado un tercer uniforme. En el año 2013 se usó una camiseta color amarillo con detalles en morado con la pantaloneta y medias moradas (como homenaje a las raíces catalanas de don Ricardo Saprissa). Para el año 2014 se escogió un uniforme de color gris con ribetes morados y en esta ocasión fue escogida por votación de la afición entre cinco opciones. Un año después en el 2015 se estrenó un uniforme de color azul oscuro con el borde de las mangas y el cuello de la camiseta en morado, la indumentaria fue conmemorativa del ochenta aniversario del equipo. En el año 2016 se continuó utilizando el color azul oscuro del año anterior, pero este uniforme tenía los nombres de los 469 exjugadores que habían pasado por la institución desde 1949 (año en el que el equipo inició su trayectoria en la Primera División) hasta mayo de 2016, colocados en una franja diagonal en el frente de color blanco; este tercer uniforme de Saprissa fue el ganador al mejor diseño del 2016, según una encuesta internacional realizada por el sitio especializado www.Subsidesports.com. La tercera indumentaria estrenada en 2017 y utilizada hasta 2018, tenía rayas horizontales negras con el escudo del equipo en color dorado, además de ribetes morados, esta camiseta fue alusiva a la vuelta al mundo que el equipo realizó en 1959; esta camiseta fue incluida en la lista de clasificación de las 50 casacas de 2017, por la página web lacasaca.com (uno de los sitios especializados en camisetas de equipos), donde obtuvo el puesto 44 de la casaca del año. El tercer uniforme estrenado en 2019 fue un homenaje al tercer lugar obtenido en el Mundial de Clubes 2005 en Japón; los colores predominantes en esta camiseta son el blanco y gris, y en la pantaloneta el gris, además trae varios detalles: en parte frontal contiene un patrón horizontal con la frase “tercer lugar” en alfabeto japonés en color gris, en la parte frontal inferior izquierda un parche conmemorativo que incluye una réplica de la medalla recibida por los jugadores en el Mundial de Clubes, el cuello de la camiseta presenta el borde predominantemente en morado y dorado, en la parte trasera del cuello resalta el círculo rojo de la bandera nipona y la palabra “tercer lugar” traducida al idioma, y las mangas grises con una textura llamada “Asanoha” (hoja de cáñamo), en referencia a telas utilizadas para la vestimenta tradicional japonesa. En noviembre de 2020 se estrena el uniforme conmemorativo a su 85 aniversario, la camiseta tiene un diseño de color azul de fondo, con detalles morados y con unos ribetes dorados que simbolizan los éxitos de la institución, así mismo cuenta con el detalle de la firma de Ricardo Saprissa Aymá; esta camiseta obtuvo el segundo lugar en el Ranking FCA: Top 10 de camisetas de clubes de Centroamérica de 2020, de la página web www.futbolcentroamerica.com. Para el año 2022 el uniforme fue inspirado en Roberto “Beto” Fernández, quien fue fundador del equipo; esta tercera equipación cuenta con un tono del color morado más oscuro que el actual y una textura de tejido que replica la tela de las primeras camisetas del equipo, los bordes del cuello y las mangas combinan el tradicional blanco con el dorado que representa la grandeza y los triunfos que la institución ha cosechado y en la parte alta de la espalda presenta una insignia de la zapatería donde se fundó el equipo, con la leyenda “Gracias Beto”. En agosto de 2023 se estrenó el tercer uniforme inspirado en el Estadio Ricardo Saprissa conocido como "La Cueva" y que describen como una "obra épica", esta camisa es de color negro, con detalles en gris, morado y blanco y se compone de 4 partes: el celaje representados en el efecto iridiscente del escudo, del logo y el parche; el escenario representado en el patrón de la camiseta; el público representado en los bordes de manga y camiseta; la historia representada en el tono oscuro de la camiseta; la camisa quedó en segundo lugar como la segunda mejor del mundo 2023 por parte de una encuesta realizada por Footyheadlines página especializada en uniformes deportivos. Un año después en diciembre de 2024, se presentó el tercer uniforme con un color verde oscuro, en detalles dorados y un cuello en color negro y pequeñas líneas doradas, también cuenta con pequeños detalles a contraluz de una figura similar a la de un ave, junto con un par de guantes de portero, además de ocho siluetas que sobresalen a un costado de la camiseta correspondientes a guardametas históricos que marcaron época en el equipo; la camiseta verde, inspirada en las águilas que surcan los cielos, busca resaltar la importancia de los porteros dentro del club; el uniforme fue incluido en un exclusivo ranking internacional de camisetas elaborado por The Shirt Union (una reconocida página especializada en uniformes de fútbol) donde publicó la lista de las 20 mejores camisetas de 2024, y el tercer uniforme de los morados logró posicionarse en el puesto 16; y la camisa quedó en el primer lugar como la mejor del mundo en diciembre de 2024 por parte de una encuesta realizada por Footy Headlines.

### Patrocinio
| Período   | Proveedor          | Patrocinador |
| 1949–1977 | ?                  | Ninguno      |
| 1978–1979 | ?                  | Olympo       |
| 1980–1981 | ?                  | National     |
| 1982–1985 | Desport            | Bayer        |
| 1986–1990 | ?                  | Coca Cola    |
| 1990–1991 | Reebok             | Coca Cola    |
| 1992–1994 | Garcis / Trooper   | Coca Cola    |
| 1994–1995 | Lanzera/ Umbro     | Coca Cola    |
| 1995      | MedfSport          | Coca Cola    |
| 1996      | MedfSport          | Colgate      |
| 1996–1997 | Reebok             | Colgate      |
| 1997–1998 | Reebok             | LG           |
| 1998      | Trooper            | LG           |
| 1998–2000 | Adidas             | LG           |
| 2000–2003 | Atlética           | LG           |
| 2003–2004 | Grendene de México | Ninguno      |
| 2004–2006 | Reebok             | Ninguno      |
| 2006–2011 | Reebok             | Bimbo        |
| 2012–2014 | Joma               | Bimbo        |
| 2015–2018 | Kappa              | Bimbo        |
| 2018–2020 | Kappa              | Kölbi        |
| 2020–2021 | Kappa              | BAC          |
| 2022–2023 | Kappa              | Tropical     |
| 2024      | Kappa              | Liberty      |

## Símbolos

### Bandera
| Bandera oficial |

### Escudo
El club fue fundando en 1935, en aquel entonces sus colores eran rojo y blanco, pero no se contaba con un escudo, siendo hasta el año 1937 que se hizo el cambio al tradicional morado (esto debido al error en la fábrica "El Laberinto", donde se estaba confeccionando el uniforme del Orión F.C., que era azul y rojo, los hilos se combinaron y dieron como resultado el color morado), en el que se decidió que una “S” del mismo color fuera la que estuviera en el pecho, convirtiéndose en el primer escudo. En 1987 se dio una modificación en el escudo y se cambió el tono del color morado, la "S" se mantuvo, pero tuvo un estilo diferente con un balón atravesando y dejando su rastro, además de estar encerrada en un círculo. En 1993 se dio a conocer un diseño con una "S" robótica, su color volvió a cambiar con un morado azulado, se mantuvo el círculo que rodeaba la "S", pero ahora con la leyenda: Deportivo Saprissa Costa Rica. En 2002 hubo otro cambio significativo, tomando en cuenta que el club llegó a convertirse en sociedad anónima deportiva; eso incluyó un cambio en el escudo que lo más significativo fue el regreso al color morado, así como incluir siglas en la leyenda: Deportivo Saprissa S.A.D. Costa Rica. Una nueva modificación en 2003, una variante drástica porque se quitó la tradicional "S" y se puso un dragón expulsando fuego, acompañado de una pelota y la leyenda Saprissa en la parte alta. En 2012 se da el último cambio del escudo que volvió a ser color morado vinotinto, similar al primer escudo y al que se tuvo a mediados de la década de los noventa y la leyenda: Deportivo Saprissa 1935 Costa Rica.
|             |             |                 |
| 1993 - 2002 | 2003 - 2011 | 2012 - presente |

### Himno
La letra fue escrita y la música fue compuesta por Fernando Castro Sandí. El arreglo musical para la banda estuvo a cargo de Marco Tulio Corao.
Con garra y pundonor
Siempre en busca del gol.
Así es nuestro equipo,
El monstruo del fútbol
Poder y tradición
Y esta gran afición.
Hoy juntos lucharemos
El triunfo hay que lograr.
Soy morado... Saprissista
Y orgulloso de eso estoy
Soy morado... Saprissista
El equipo de mi corazón.
En tu pecho los colores
De la guaria sin igual.
Y en la cancha jugadores
Cien por ciento nacional.

### Mascota
Se trata de una especie de dragón sin alas que camina en sus extremidades traseras, de color morado, tiene el abdomen blanco, con el número 12 el cual simboliza al "jugador número 12" y una "S" en su pecho en color morado, tiene una apariencia amigable. La historia del Monstruo Morado se remonta al año de 1987 cuando el Diario Extra de Costa Rica mencionó por primera vez la palabra “Monstruo”, relacionándolo con el Deportivo Saprissa. El estadio Ricardo Saprissa Aymá estaba abarrotado de aficionados y este medio de comunicación anunció que por los movimientos de la gente en las graderías “este estadio parecía un monstruo de color morado”, haciendo referencia a los aficionados saprissistas. Fue así, como al día siguiente se publicó por primera vez la palabra “Monstruo” identificándolo con la gran afición morada. Con el tiempo se integró una comisión de asociados, la cual acordó que debían crear una mascota representativa del club, la cual tenía que ser agradable para los niños. Se comenzaron entonces a desgranar algunos nombres hasta que se llegó a la conclusión de personificar la mascota, basados en la historia de la fábula del Dragón de Elliot. A este dragón se le hicieron cambios hasta conformar la mascota oficial del Monstruo de Saprissa. Durante la era de Jorge Vergara al mando de la institución, del 2003 al 2011, la mascota sufrió un cambio drástico al cambiar a una con una figura esbelta y musculosa que intentaba reemplazar la imagen del monstruo tradicional que se caracteriza por su imagen amigable, al concretarse el cambio de sociedad en el 2011 regresó la mascota tradicional con la que siempre se les ha identificado.

## Jugadores

### Altas Apertura 2025
| Jugador              | Posición       | Procedencia            |
| -------------------- | -------------- | ---------------------- |
| Mauricio Villalobos  | Centrocampista | Santa Ana F.C.         |
| Pablo Arboine        | Defensa        | Sporting F.C.          |
| Jorkaeff Azofeifa    | Defensa        | Pérez Zeledón          |
| Gerald Taylor        | Defensa        | Hearts F.C.            |
| Warren Madrigal      | Delantero      | Valencia Mestalla      |
| Gustavo Eloy Herrera | Delantero      | Club Puebla            |
| Newton Williams      | Delantero      | Hapoel Ra'anana AFC    |
| Marcos Escoe         | Delantero      | Pitbulls Santa Bárbara |

### Bajas Apertura 2025
| Jugador           | Posición       | Equipo Actual      |
| ----------------- | -------------- | ------------------ |
| Eduardo Anderson  | Defensa        | Monagas S.C.       |
| Gino Vivi         | Centrocampista | Los Ángeles Galaxy |
| Douglas Sequeira  | Defensa        | Sporting F.C.      |
| Jefry Valverde    | Defensa        | Sporting F.C.      |
| Yoserth Hernández | Centrocampista | Sporting F.C.      |
| Fabricio Alemán   | Delantero      | Pérez Zeledón      |
| Sabin Merino      | Delantero      | Bandera de ?       |
| Emanuel Carvajal  | Centrocampista | Retiro             |

### Jugadores cedidos
| Jugador           | Posición       | Cedido a             |
| ----------------- | -------------- | -------------------- |
| Fabricio Alemán   | Delantero      | Pérez Zeledón        |
| Douglas Sequeira  | Defensa        | Sporting F.C.        |
| Yoserth Hernández | Centrocampista | Sporting F.C.        |
| Rachid Chirino    | Delantero      | A.D. San Carlos      |
| Kliver Gómez      | Defensa        | Puntarenas F.C.      |
| Luis Paradela     | Delantero      | U Craiova C.S.       |
| Brandon Matarrita | Delantero      | Guadalupe F.C.       |
| José Jiménez      | Defensa        | Escorpiones de Belén |
| Jostin Tellería   | Delantero      | Guadalupe F.C.       |

### Jugadores de Selección
Lista de jugadores del club convocados por sus respectivas selecciones nacionales de fútbol
Última convocatoria en negrita.
| Seleccionados | Seleccionados | Seleccionados | Seleccionados                                                               |
| Selección     | Cat.          | #             | Jugador(es)                                                                 |
| ------------- | ------------- | ------------- | --------------------------------------------------------------------------- |
| Costa Rica    | Cat. A        | 3             | Jefferson Brenes, Joseph Mora , Kenay Myrie.                                |
| Panamá        | Cat. A        | 1             | Fidel Escobar                                                               |
| Costa Rica    | U-23          | 2             | Kenay Myrie, Albert Barahona                                                |
| Costa Rica    | U-20          | -             | Sin participación reciente                                                  |
| Panamá        | U-20          | 1             | Gustavo Herrera                                                             |
| Costa Rica    | U-17          | 5             | Jafeth López, Ian O'rourke, Thiago Cordero, Fabricio Urbina, Gabriel Sibaja |
| Costa Rica    | U-15          | -             | Sin participación reciente                                                  |

### Jugadores con más partidos en Primera División
| Número | Jugador             | Partidos |
| ------ | ------------------- | -------- |
| 1      | Evaristo Coronado   | 536      |
| 2      | Víctor Cordero      | 478      |
| 3      | Jervis Drummond     | 452      |
| 4      | Walter Centeno      | 449      |
| 5      | Enrique Díaz        | 444      |
| 6      | Carlos Santana      | 419      |
| 7      | Vladimir Quesada    | 412      |
| 8      | Francisco Hernández | 401      |
| 9      | David Guzmán        | 374      |
| 10     | Marvin Angulo       | 366      |

### Porteros con más partidos en Primera División
| Número | Jugador        | Partidos |
| ------ | -------------- | -------- |
| 1      | Erick Lonis    | 362      |
| 2      | Marco Rojas    | 331      |
| 3      | José Porras    | 213      |
| 4      | Aarón Cruz     | 167      |
| 5      | Mario Pérez    | 156      |
| 6      | Juan Gutiérrez | 125      |
| 7      | Danny Carvajal | 124      |
| 8      | Rodolfo Umaña  | 105      |
| 9      | Kevin Chamorro | 95       |
| 10     | Miguel Segura  | 83       |
| 11     | Kevin Briceño  | 83       |

### Jugadores con más títulos ganados en Primera División
| Número | Jugador             | Títulos |
| ------ | ------------------- | ------- |
| 1      | Edgar Marín         | 12      |
| 2      | Heriberto Rojas     | 11      |
| 3      | Fernando Hernández  | 11      |
| 4      | Víctor Cordero      | 11      |
| 5      | David Guzmán        | 11      |
| 6      | Francisco Hernández | 10      |
| 7      | Christian Bolaños   | 10      |
| 8      | Ariel Rodríguez     | 10      |

### Jugadores con más goles anotados en Primera División
| Número | Jugador           | Goles |
| ------ | ----------------- | ----- |
| 1      | Evaristo Coronado | 148   |
| 2      | Ariel Rodríguez   | 112   |
| 3      | Edgar Marín       | 108   |
| 4      | Eduardo Chavarría | 104   |
| 5      | Álvaro Saborío    | 96    |
| 6      | Jorge Monge       | 93    |
| 7      | Alonso Solís      | 93    |
| 8      | Walter Centeno    | 93    |
| 9      | Rodolfo Herrera   | 84    |
| 10     | Víctor Ruiz       | 78    |

### Jugadores goleadores en Primera División
| Número | Jugador            | Temporada                   | Goles |
| ------ | ------------------ | --------------------------- | ----- |
| 1      | Rodolfo Herrera    | 1953                        | 12    |
| 2      | Jorge Monge        | 1962                        | 12    |
| 3      | Rubén Jiménez      | 1962                        | 12    |
| 4      | Eduardo Chavarría  | 1968                        | 24    |
| 5      | Odir Jacques       | 1972                        | 18    |
| 6      | Carlos Solano      | 1976                        | 24    |
| 7      | Miguel Mansilla    | 1977                        | 25    |
| 8      | Evaristo Coronado  | 1981                        | 23    |
| 9      | Guillermo Guardia  | 1982                        | 20    |
| 10     | Evaristo Coronado  | 1988                        | 19    |
| 11     | Adonis Hilario     | 1991                        | 26    |
| 12     | Alejandro Larrea   | 1997-98                     | 20    |
| 13     | Adrián Mahía       | 1998-99                     | 21    |
| 14     | Álvaro Saborío     | 2003-04                     | 25    |
| 15     | Alonso Solís       | 2006-07                     | 16    |
| 16     | Alejandro Alpízar  | Verano 2008                 | 13    |
| 17     | Alejandro Sequeira | Verano 2010                 | 10    |
| 18     | Ariel Rodríguez    | Invierno Banco Popular 2015 | 20    |
| 19     | Christian Bolaños  | Clausura 2020               | 18    |
| 20     | Javon East         | Apertura 2024               | 10    |

### Jugadores con más goles anotados en un solo partido de Primera División
| Número | Jugador           | Temporada | Goles |
| ------ | ----------------- | --------- | ----- |
| 1      | Jorge Monge       | 1958      | 6     |
| 2      | José Luis Soto    | 1953      | 5     |
| 3      | Jorge Monge       | 1955      | 5     |
| 4      | Jorge Monge       | 1959      | 5     |
| 5      | Víctor Ruiz       | 1966      | 5     |
| 6      | Eduardo Chavarría | 1969      | 5     |
| 7      | Víctor Ruiz       | 1970      | 5     |
| 8      | Odir Jacques      | 1972      | 5     |
| 9      | Carlos Solano     | 1974      | 5     |

### Jugadores anotadores del primer gol del campeonato en Primera División
| Número | Jugador             | Temporada                   |
| ------ | ------------------- | --------------------------- |
| 1      | Álvaro Murillo      | 1950                        |
| 2      | Guillermo Hernández | 1961 ASOFUTBOL              |
| 3      | Rafael Mena         | 1965                        |
| 4      | Eduardo Umaña       | 1966                        |
| 5      | Eduardo Chavarría   | 1968                        |
| 6      | Luis Chacón         | 1970                        |
| 7      | Carlos Solano       | 1972                        |
| 8      | Fernando Hernández  | 1974                        |
| 9      | Hernán Morales      | 1975                        |
| 10     | Edwin Barley        | 1979                        |
| 11     | Edwin Barley        | 1980                        |
| 12     | Randall Row         | 1999-00                     |
| 13     | Alonso Solís        | 2004-05                     |
| 14     | Alonso Solís        | 2005-06                     |
| 15     | Ulises Segura       | Banco Popular Invierno 2016 |
| 16     | Luis Pérez          | Banco Popular Apertura 2017 |

### Jugadores con más partidos en Torneos de Copa
| Número | Jugador            | Partidos |
| ------ | ------------------ | -------- |
| 1      | Giovanni Rodríguez | 31       |
| 2      | Mario Cordero      | 28       |
| 3      | Jorge Monge        | 23       |
| 4      | Javier Masís       | 23       |
| 5      | Heriberto Rojas    | 22       |

### Jugadores goleadores en Copas Nacionales
| Número | Jugador          | Temporada                      | Goles |
| ------ | ---------------- | ------------------------------ | ----- |
| 1      | Rubén Jiménez    | Copa Cuadrangular 1956         | 3     |
| 2      | Rodolfo Herrera  | Copa Cuadrangular 1956         | 3     |
| 3      | José Luis Soto   | Copa Cuadrangular 1956         | 3     |
| 4      | Rigoberto Rojas  | Copa Gastón Michaud 1963       | 3     |
| 5      | Edgar Marín      | Copa Campeón de Campeones 1963 | 1     |
| 6      | Carlos Solano    | Copa Juan Santamaría 1972      | 7     |
| 7      | Carlos Solano    | Copa Campeón de Campeones 1976 | 2     |
| 8      | Diego Estrada    | Copa Banco Nacional 2013       | 5     |
| 9      | Ariel Rodríguez  | Copa Popular 2014              | 5     |
| 10     | Daniel Colindres | Supercopa Liga Promerica 2021  | 2     |
| 11     | Javon East       | Copa Suerox 2022               | 5     |
| 12     | Ariel Rodríguez  | Supercopa Liga Promerica 2023  | 1     |
| 13     | Javon East       | Copa DoradoBet 2023            | 2     |
| 14     | Javon East       | Supercopa Liga Promerica 2024  | 1     |

### Jugadores con más partidos en Liga de Campeones de la Concacaf
| Número | Jugador             | Partidos |
| ------ | ------------------- | -------- |
| 1      | Víctor Cordero      | 51       |
| 2      | Walter Centeno      | 46       |
| 3      | Ronald González     | 34       |
| 4      | Jervis Drummond     | 34       |
| 5      | Francisco Hernández | 31       |

### Jugadores con más partidos en Copa Interamericana
| Número | Jugador          | Partidos |
| ------ | ---------------- | -------- |
| 1      | Erick Lonis      | 3        |
| 2      | Vladimir Quesada | 3        |
| 3      | Mauricio Wright  | 3        |
| 4      | Javier Wanchope  | 3        |

### Jugadores goleadores en torneos internacionales
| Número | Jugador         | Temporada                              | Goles |
| ------ | --------------- | -------------------------------------- | ----- |
| 1      | Odir Jacques    | Copa Fraternidad Centroamericana 1973  | 8     |
| 2      | Javier Wanchope | Copa Interamericana 1994               | 2     |
| 3      | Adrián Mahía    | Copa Interamericana 1997               | 1     |
| 4      | Javier Wanchope | Copa Interamericana 1997               | 1     |
| 5      | Alonso Solís    | Liga de Campeones de la Concacaf 2004  | 3     |
| 6      | Rónald Gómez    | Liga de Campeones de la Concacaf 2005  | 3     |
| 7      | Álvaro Saborío  | Copa Mundial de Clubes de la FIFA 2005 | 2     |
| 8      | Johan Venegas   | Liga Concacaf 2019                     | 7     |
| 9      | Johan Venegas   | Liga Concacaf 2020                     | 6     |

### Jugadores Mundialistas
Se muestra un listado de veintidós futbolistas que fueron convocados a una Copa Mundial.
| - Vladimir Quesada - Róger Flores - Ronald González - Hernán Medford - Alexandre Guimarães - Juan Cayasso - José Jaikel - Miguel Segura - Erick Lonnis - Jervis Drummond - Gilberto Martínez | - Walter Centeno - Christian Bolaños - Gabriel Badilla - José Francisco Porras - Michael Umaña - Yeltsin Tejeda - Daniel Colindres - Johan Venegas - Youstin Salas - Kendall Waston - Álvaro Zamora |

### Jugadores Extranjeros
| - Alejandro Cabral - Nicolás Delgadillo - Esteban Espíndola - Diego Ezquerra - Gustavo Fernández - Darío Galvarini - Andrés Imperiale - Roberto Lanfranchi - Eduardo Magnín - Adrián Mahía - Gustavo Martínez - Federico Pignata - Antonio Rojas - Emiliano Romay - Rubén Schroh - Mariano Torres - León Ugarte - Daniel Vásquez - Hugo Viegas - Santiago Zelada - Luis Almeyda - Delvaste Araujo - Marcos Cardoso - Ricardo Costa - Geraldo Da Silva - Leandro De Marins - Nery De Souza - Enenilson Franco - Alexandre Guimarães - Adonis Hilario - Odir Jacques - Anderson Leite - Joao Lomeu - Tássio Maia - Hugo Medeiros - Henrique Moura - Nilton Nóbrega - Marcelo Saraiva - Luiz A. Vieira | - José Cancela - Sebastián Diana - Gustavo Faral - Gustavo Ferreyra - José Figueroa - Washington Hernández - Germán Laluz - Alejandro Larrea - Miguel Mansilla - Juan Morales - Mario Orta - Miguel Pereira - Fabrizio Ronchetti - Ademar Saccone - Daniel Silveira - Eduardo Anderson - Rolando Blackburn - Fidel Escobar - Gustavo Herrera - Adolfo Machado - Víctor Medina - Jaime Penedo - Samir Taylor - Newton Williams - Jerry Bengtson - Rubilio Castillo - Michaell Chirinos - Amado Guevara - Ninrod Medina - Darixon Vuelto - Moisés Hernández - Kurt Kelly - Dax Palmer - David Quesada - Yader Balladares - Byron Bonilla - Óscar Duarte - Ignacio González - Rafael Morales | - Ramón Martín Del Campo - Luis Michel - Javier Araujo - Gerardo Laterza - Manuel Lobatón - Alfonso Yáñez - Carlos Saucedo - Jorge Ramírez - Luis Paradela - Aubrey David - Tristán Demetrius - Javon East - Víctor Núñez - Sabin Merino - Alfredo Zenobio |

## Entrenadores
| - Roberto Fernández (1936-1946) - José Joaquín García (1946-1951) - Otto Bumbel (1951-1953) - José Joaquín García (1953-1955) - Alfredo Piedra (1955-1956) - Mario Cordero (1957) - Carlos Peucelle (1957-1958) - Mario Cordero (1958) - Eduardo Viso (1958-1961) - Hernán Solano (1959) - Jorge Elías Thomas (1961) - Alfredo Piedra (1962-1964) - Mario Cordero (1964-1967) - José Ramos Costa (1967) - Mario Cordero (1968-1970) - Marvin Rodríguez (1970-1976) - Giovanni Rodríguez (1976) - Guillermo Hérnandez (1976) - Jozef Karel (1977-1979) - Odir Jacques (1979-1980) - Giovanni Rodríguez (1980) - Marcos Pavlovsky (1980) - Mario Cordero (1980) - Walter Elizondo (1981-1982) - Giovanni Rodríguez (1982-1983) - Carlos Javier Mascaró (1983) - Rigoberto Rojas (1983) - José Mattera (1983-1985) - Marvin Rodríguez (1985-1986) | - Walter Ormeño (1986) - Rigoberto Rojas (1986) - Guillermo Hernández (1986-1987) - Raúl Bentancor (1987-1988) - Josef Bouska (1988-1991) - Odir Jacques (1991) - Rolando Villalobos (1991-1992) - Odir Jacques (1992-1993) - Fabrizio Poletti (1993) - Julio César Cortés (1993) - Carlos Watson (1993-1994) - Carlos Linaris (1994-1995) - Luis García (1995-1996) - Carlos Watson (1996-1997) - Jorge Olguín (1997) - Alexandre Guimarães (1997-1999) - Carlos Santana (1999) - Jorge Flores (1999) - Evaristo Coronado (1999) - Alexandre Guimarães (1999-2000) - Miguel Company (2000) - Jorge Flores (2000) - Evaristo Coronado (2000) - Vladimir Quesada (2000) - Valdeir Vieira (2000-2001) - Evaristo Coronado (2001) - Enrique Rivers (2001) | - Patricio Hernández (2001-2002) - Vladimir Quesada (2002) - Manuel Keosseian (2002-2003) - Hernán Medford (2003-2006) - Jeaustin Campos (2006-2009) - Roy Myers (2009-2010) - Juan Manuel Álvarez (2010-2011) - Alexandre Guimarães (2011-2012) - Daniel Casas (2012) - Ronald González (2013-2014) - Jeaustin Campos (2014-2015) - Douglas Sequeira (2015) - Carlos Watson (2015-2017) - Vladimir Quesada (2017-2019) - Walter Centeno (2019-2021) - Roy Myers (2021) - Marco Herrera (2021) - Mauricio Wright (2021) - José "Iñaki" Alonso (2021-2022) - Marco Herrera (2022) - Jeaustin Campos (2022-2023) - Vladimir Quesada (2023-2024) - José Giacone (2024-2025) - Paulo Wanchope (2025-actualidad) |

### Técnicos con más partidos dirigidos en Primera División
| Número | Técnico             | Partidos |
| ------ | ------------------- | -------- |
| 1      | Mario Cordero       | 219      |
| 2      | Jeaustin Campos     | 216      |
| 3      | Marvin Rodríguez    | 198      |
| 4      | Carlos Watson       | 181      |
| 5      | Alexandre Guimarães | 175      |

### Técnicos con más partidos dirigidos en Torneos de Copa
| Número | Técnico             | Partidos |
| ------ | ------------------- | -------- |
| 1      | Marvin Rodríguez    | 27       |
| 2      | José Joaquín García | 15       |
| 3      | Mario Cordero       | 14       |
| 4      | Ronald González     | 13       |
| 5      | Alfredo Piedra      | 10       |

### Técnicos con más partidos dirigidos en Liga de campeones de la Concacaf
| Número | Técnico          | Partidos |
| ------ | ---------------- | -------- |
| 1      | Jeaustin Campos  | 24       |
| 2      | Marvin Rodríguez | 20       |
| 3      | Carlos Watson    | 17       |
| 4      | Mario Cordero    | 16       |
| 5      | Hernán Medford   | 16       |

### Técnicos campeones en Primera División
| Número | Técnico             | Títulos | Temporada                                                                            |
| ------ | ------------------- | ------- | ------------------------------------------------------------------------------------ |
| 1      | Jeaustin Campos     | 6       | 2006-07, Invierno 2007, Verano 2008, Invierno 2008, Invierno JPS 2014, Apertura 2022 |
| 2      | Mario Cordero       | 4       | 1964, 1965, 1968, 1969                                                               |
| 3      | Marvin Rodríguez    | 4       | 1972, 1973, 1974, 1975                                                               |
| 4      | Vladimir Quesada    | 4       | Banco Popular Clausura 2018, Clausura 2023, Apertura 2023, Clausura 2024             |
| 5      | Giovanni Rodríguez  | 2       | 1976*, 1982                                                                          |
| 6      | Josef Bouska        | 2       | 1988, 1989                                                                           |
| 7      | Carlos Linaris      | 2       | 1993-94, 1994-95                                                                     |
| 8      | Alexandre Guimarães | 2       | 1997-98, 1998-99                                                                     |
| 9      | Hernán Medford      | 2       | 2003-04, 2005-06                                                                     |
| 10     | Carlos Watson       | 2       | Invierno Banco Popular 2015, Banco Popular Invierno 2016                             |
| 11     | Otto Bumbel         | 1       | 1952                                                                                 |
| 12     | José Joaquín García | 1       | 1953                                                                                 |
| 13     | Carlos Peucelle     | 1       | 1957                                                                                 |
| 14     | Alfredo Piedra      | 1       | 1962                                                                                 |
| 15     | José Ramos Costa    | 1       | 1967                                                                                 |
| 16     | Guillermo Hernández | 1       | 1976*                                                                                |
| 17     | Jozef Karel         | 1       | 1977                                                                                 |
| 18     | Roy Myers           | 1       | Verano 2010                                                                          |
| 19     | Ronald González     | 1       | Verano JPS 2014                                                                      |
| 20     | Walter Centeno      | 1       | Clausura 2020                                                                        |
| 21     | Mauricio Wright     | 1       | Clausura 2021                                                                        |

 * Título obtenido por dos entrenadores en conjunto 

### Técnicos campeones en Copas Nacionales
| Número | Técnico             | Títulos | Temporada                                                                       |
| ------ | ------------------- | ------- | ------------------------------------------------------------------------------- |
| 1      | Alfredo Piedra      | 3       | Copa Cuadrangular 1956, Copa Presidente 1963, Copa Campeón de Campeones 1963    |
| 2      | Marvin Rodríguez    | 3       | Copa Costa Rica 1970, Copa Juan Santamaría 1972, Copa Campeón de Campeones 1976 |
| 3      | Vladimir Quesada    | 2       | Supercopa Liga Promerica 2023, Recopa 2023                                      |
| 4      | José Joaquín García | 1       | Copa Gran Bretaña 1950                                                          |
| 5      | Eduardo Viso        | 1       | Copa Presidente 1960                                                            |
| 6      | Ronald González     | 1       | Copa Banco Nacional 2013                                                        |
| 7      | Mauricio Wright     | 1       | Supercopa Liga Promerica 2021                                                   |

### Técnicos campeones en torneos internacionales
| Número | Técnico             | Títulos | Temporada                                                                    |
| ------ | ------------------- | ------- | ---------------------------------------------------------------------------- |
| 1      | Marvin Rodríguez    | 2       | Copa Fraternidad Centroamericana 1972, Copa Fraternidad Centroamericana 1973 |
| 2      | Hernán Medford      | 2       | Copa UNCAF 2003, Liga de Campeones de la Concacaf 2005                       |
| 3      | Jozef Karel         | 1       | Copa Fraternidad Centroamericana 1978                                        |
| 4      | Carlos Watson       | 1       | Liga de Campeones de la Concacaf 1993                                        |
| 5      | Luis Augusto García | 1       | Liga de Campeones de la Concacaf 1995                                        |
| 6      | Alexandre Guimarães | 1       | Torneo Grandes de Centroamérica 1998                                         |
| 7      | Walter Centeno      | 1       | Liga Concacaf 2019                                                           |

## Presidentes
- Ricardo Saprissa Aymá (1948-1981)[136]
- Jorge Guillén Chaves (1981-1984)[137]
- Enrique Weisleder Cidelski (1984-1988)[138]
- Fabio Garnier Nieto (1988-1993)[139]
- Enrique Artiñano Odio (1993-1998)[140]
- Bernardo Méndez Antillón (1998-2001)[141]
- Minor Vargas Calvo (2001-2003)[142]
- Fernando Villalobos Villalobos (2003)[143]
- Jorge Vergara Madrigal (2003-2011)[144]
- Juan Carlos Rojas Callan (2011-presente)[145]

## Datos del club
- Temporadas en 1ª División: 75.
- Temporadas en 2ª División: 1.
- Temporadas en 3ª División: 2.
- Mejor puesto en la Liga: 1° (40 veces).
- Participaciones en Primera División: 93 torneos (incluye torneos largos y torneos cortos).[146][147]
- Mejor puesto en la Copa: 1° (7 veces).
- Participaciones en Torneos de Copa: 26 torneos.
- Mejor puesto en la Supercopa: 1° (3 veces).
- Participaciones en Supercopa: 6 torneos.
- Mejor puesto en la Recopa: 1° (2 veces).
- Participaciones en Recopa: 3 torneos.
- Debut en Torneos de Copa: 22 de mayo de 1949, Deportivo Saprissa 3 - Sociedad Gimnástica Española 0.[148]
- Debut en Primera División: 21 de agosto de 1949, Deportivo Saprissa 3 - Club Sport La Libertad 1.[149]
- Debut en Copa Campeón de Campeones/Recopa: 20 de diciembre de 1963, Deportivo Saprissa 1 (5) - Club Sport Uruguay de Coronado 1 (4).[150][151]
- Debut en Copa Campeón de Campeones/Supercopa: 5 de marzo de 1976, Deportivo Saprissa 2 - Limón Fútbol Club 0.
- Mayor goleada conseguida en Primera División: Deportivo Saprissa 10 - Unión Deportiva Moravia 0, el 2 de noviembre de 1955.[152]
- Mayor goleada conseguida en Copa Campeón de Campeones/Supercopa: Deportivo Saprissa 4 - Liga Deportiva Alajuelense 1, el 4 de agosto de 2021.[153]
- Mayor cantidad de partidos consecutivos sin derrotas como local en Primera División: 40 duelos entre diciembre de 1988 y diciembre de 1990.[154][155]
- Mayor cantidad de partidos invicto en Primera División: 23 partidos 1965-1966.[156]
- Mayor cantidad de partidos invicto al inicio de una temporada de Primera División: 21 partidos en la temporada 2003-04.[157]
- Mayor cantidad de victorias consecutivas como local en el arranque del certamen de Primera División: 19 triunfos en la temporada 2003-04.[158]
- Mayor cantidad de triunfos consecutivos como local en Primera División: 17 victorias entre las temporadas de 1971 y 1973.[159]
- Mayor cantidad de partidos invicto en torneos cortos: 16 juegos sin derrotas en el campeonato Apertura 2022.[160]
- Mayor cantidad de puntos conseguidos en la fase regular en torneos cortos: 50 puntos en el campeonato Clausura 2023.[161]
- Mayor cantidad de partidos de Primera División anotando goles de manera consecutiva: 29 juegos (1963-1964).[162][163]
- Mayor cantidad de partidos invicto frente a otro club de Primera División: 36 juegos ante Limón Fútbol Club de 1966 a 1978.[164]
- Mayor cantidad de partidos invicto en calidad de local frente a otro club de Primera División: 38 juegos ante Asociación Deportiva Ramonense.[165]
- Mayor cantidad de partidos invicto en Torneos de Copa: 17 partidos entre 1969 y 1972.[166]
- Mayor cantidad de triunfos consecutivos en Torneos de Copa: 10 victorias en la Copa Costa Rica 1970.[167]
- Máximo goleador: Evaristo Coronado 181 goles en total.[168]
- Anotador del primer gol en Primera División: Manuel Rodríguez.[169]
- Anotador del primer gol en Copa Campeón de Campeones/Recopa: Edgar Marín.
- Anotador del primer gol en Copa Campeón de Campeones/Supercopa: Carlos Solano.
- Jugador de Saprissa con más goles anotados en Primera División: Evaristo Coronado 148 goles (1981-1995).[170]
- Jugador de Saprissa con más goles anotados en Torneos de Copa: Carlos Solano 12 goles.[171][172]
- Jugador de Saprissa con más títulos de goleo en Primera División: Evaristo Coronado 2 campeonatos de goleo (1981 y 1988).[173]
- Portero de Saprissa con más goles anotados en Primera División: Erick Lonis 3 goles.[174]
- Defensa de Saprissa con más goles anotados en Primera División: Enrique Díaz 49 goles.[175]
- Jugador de Saprissa con más goles anotados en un torneo corto: Ariel Rodríguez 20 anotaciones en el campeonato Invierno Banco Popular 2015.[176]
- Anotador del gol más rápido de Saprissa en Primera División: Rolando Fonseca 19 segundos, el 11 de octubre de 1992, Deportivo Saprissa 4 - Asociación Deportiva Guanacasteca 1.[177]
- Jugadores de Saprissa con más goles anotados en finales de Primera División: Carlos Solano, Víctor Cordero y Daniel Colindres con 3 goles.[178][179]
- Jugador de Saprissa con más jornadas consecutivas de Primera División anotando goles: Álvaro Saborío anotó goles en 8 juegos de manera consecutiva (12 tantos en total), en la temporada 2003-04.[180]
- Jugadores de Saprissa que más veces anotaron el primer gol del campeonato de Primera División: Edwin Barley (1979 y 1980) y Alonso Solís (2004-05 y 2005-06) en 2 ocasiones.[181][182][183]
- Jugador de Saprissa con más partidos en Primera División: Evaristo Coronado 536 juegos.[184][185]
- Jugador de Saprissa con más partidos en Torneos de Copa: Giovanni Rodríguez 31 juegos.[186]
- Jugador de Saprissa con más partidos en una temporada: Vladimir Quesada 51 juegos en el campeonato 1994-95.[187]
- Jugador de Saprissa con más juegos disputados en finales de Primera División: Jervis Drummond 13 partidos de finales.[188]
- Portero de Saprissa con más partidos en Primera División: Erick Lonis 362 juegos.[189][190][191]
- Defensa de Saprissa con más partidos en Primera División: Víctor Cordero 478 juegos.[192]
- Volante de Saprissa con más partidos en Primera División: Walter Centeno 449 juegos.[193]
- Primer jugador extranjero de Saprissa: Ademar Saccone (uruguayo) en 1963.[194]
- Jugador extranjero de Saprissa con más goles anotados en Primera División: Alexandre Guimarães (brasileño) 73 goles.[195]
- Jugador extranjero de Saprissa con más partidos en Primera División: Mariano Torres (argentino) 345 juegos.[196][197]
- Director Técnico de Saprissa con más juegos dirigidos en Primera División: Mario Cordero 219 partidos.[198][199]
- Director Técnico de Saprissa con más juegos dirigidos en Torneos de Copa: Marvin Rodríguez 27 partidos.[200]
- Director Técnico de Saprissa con más campeonatos ganados en Primera División: Jeaustin Campos 6 títulos (2006-07, Invierno 2007, Verano 2008, Invierno 2008, Invierno JPS 2014 y Apertura 2022).[201]
- Principales récords en el fútbol costarricense:
  - Equipo con más campeonatos de Primera División ganados en Costa Rica: 40 títulos.
  - Equipo con más campeonatos de Copa Campeón de Campeones/Supercopa ganados en Costa Rica: 4 títulos.
  - Equipo con más campeonatos de Recopa ganados en Costa Rica: 1 título.
  - Equipo con más campeonatos ganados de forma consecutiva: 6 títulos (1972, 1973, 1974, 1975, 1976 y 1977).[202]
  - Equipo con más puntos en un solo campeonato: 108 puntos en el campeonato 2003-04.[203]
  - Equipo con más puntos en una sola temporada: 114 puntos en la temporada 2016-17.[204]
  - Equipo con más anotaciones en un solo campeonato: 108 goles en el campeonato 1998-99.[205]
  - Equipo con más anotaciones en una sola temporada: 114 goles en la temporada 2017-2018.[206]
  - Equipo con más triunfos seguidos al inicio de una temporada: 8 partidos en la temporada 2005-06.[207]
  - Equipo con la mayor cantidad de triunfos en una sola temporada: 33 juegos ganados en la temporada 2003-04.[208]
  - Equipo con la mayor cantidad de partidos consecutivos ganados como local: 18 juegos continuos sacando la victoria en la temporada 2003-04.[209]
  - Equipo con la mayor cantidad de victorias consecutivas en Primera División: 13 triunfos a finales del Campeonato Apertura 2023 e inicios del Campeonato Clausura 2024.[210]
  - Equipo con la mayor cantidad de partidos de Primera División de manera consecutiva anotando goles jugando de local: 53 juegos (1970-1974).[211][212]
  - Equipo con más partidos consecutivos sin recibir goles en calidad de local: 9 juegos en la temporada 1998-99.[213]
  - Equipo con más partidos sin goles en contra al inicio de una temporada: 5 juegos sin recibir goles en la temporada 1957.[214]
  - Equipo con más puntos en la primera fase de un torneo corto: 55 puntos en la fase regular del campeonato Apertura 2023.[215]
  - Equipo con más puntos en la primera fase acumulada en torneos cortos: 103 puntos en la tabla acumulada de la temporada 2023-2024.[216]
  - Equipo con más anotaciones en la primera fase de un torneo corto: 53 goles en la fase regular del campeonato Apertura 2023.[217]
  - Equipo con más partidos ganados en la primera fase de un torneo corto: 18 partidos en la fase regular del campeonato Apertura 2023.[218]
  - Equipo con más anotaciones en un torneo corto: 63 goles en el campeonato Banco Popular Invierno 2016.
  - Equipo con menos goles en contra en un torneo corto: 12 goles en el campeonato Apertura 2022.[219][220]
  - Equipo que más veces anotó el primer gol del campeonato: 16 veces.[221][222]
  - Equipo que más veces anotó el primer gol del campeonato en torneos consecutivos: 4 ocasiones (1965 y 1966, 1974 y 1975, 1979 y 1980, y 2004-05 y 2005-06).[223]
  - Equipo con más tiempo sin perder en el fútbol costarricense: 1 año, 7 meses y 9 días (1952-1953).[224]
  - Jugador con más goles anotados en un solo partido de Primera División: Jorge Hernán "Cuty" Monge 6 tantos, el 18 de mayo de 1958 (Deportivo Saprissa 7 - Club Sport La Libertad 0).[225][226]
  - Portero con el mayor tiempo de imbatibilidad en Primera División: Miguel Segura 855 minutos, temporada 1988-1989.[227][228]
  - Jugador con más campeonatos ganados en Primera División: Edgar Marín 12 títulos (1962, 1964, 1965, 1967, 1968, 1969, 1972, 1973, 1974, 1975, 1976 y 1977).[229]
  - Jugador extranjero con más campeonatos ganados en Primera División: Mariano Torres (argentino) 8 títulos (Banco Popular Invierno 2016, Banco Popular Clausura 2018, Clausura 2020, Clausura 2021, Apertura 2022, Clausura 2023, Apertura 2023 y Clausura 2024).[230][231][232]
  - Jugador extranjero con más goles anotados en un solo partido de Primera División: Odir Jacques (brasileño) 5 tantos, el 28 de mayo de 1972 (Deportivo Saprissa 8 - Municipal Puntarenas 0).[233][234]
  - Único equipo de Costa Rica que supera a todos los equipos que han participado en la Primera División en el balance particular.[235]
  - Equipo con el mejor rendimiento de la historia en la Primera División.[236]
  - Nombrado el Equipo del Siglo XX en Costa Rica por parte del Periódico La Nación.[237]
  - Nombrado el Mejor Equipo de Costa Rica del Siglo XXI por parte de la Federación Internacional de Historia y Estadística del Fútbol (IFFHS).[238]
  - Nombrado el “Equipo con más títulos de Costa Rica en las primeras dos décadas del siglo XXI” por parte de la IFFHS.[239]
- Datos en torneos internacionales:
  - Equipo de Costa Rica y América Central con más campeonatos internacionales oficiales.[240][241]
  - Equipo de Costa Rica y Centroamérica con más cantidad de títulos de centroamericanos (5): 1972, 1973, 1978, 1998 y 2003.
  - Liga de Campeones de la Concacaf: Equipo costarricense, centroamericano y del Caribe con más cantidad de títulos de Liga de Campeones de la Concacaf (3): 1993, 1995 y 2005.
  - Copa Mundial de Clubes de la FIFA: Único equipo de Costa Rica, Centroamérica y el Caribe en participar en el certamen. Además consiguió el tercer lugar en la Copa Mundial de Clubes 2005.[242]
  - Debut en Liga de Campeones de la Concacaf: 28 de abril de 1963, Deportivo Saprissa 1 - Club Deportivo FAS 1.[243]
  - Debut en Copa Fraternidad Centroamericana: diciembre de 1970, Deportivo Saprissa 1 - Comunicaciones Fútbol Club 1.[244]
  - Debut en Recopa de la Concacaf: 8 de diciembre de 1991, Deportivo Saprissa 8 - Real Estelí Fútbol Club 1.[245]
  - Debut en Copa Interamericana: 15 de septiembre de 1994, Deportivo Saprissa 3 - Club Deportivo Universidad Católica 1.[246]
  - Debut en Torneo Grandes de Centroamérica: 18 de abril de 1996, Deportivo Saprissa 3 - Comunicaciones Fútbol Club 2.[247]
  - Debut en Copa Interclubes de la Uncaf: 17 de febrero de 1999, Deportivo Saprissa 2 - Club Deportivo Luis Ángel Firpo 2.[248]
  - Debut en Copa de Gigantes de la Concacaf: 7 de marzo de 2001, Deportivo Saprissa 5 - Alianza Fútbol Club 1.[249]
  - Debut en Copa Mundial de Clubes de la FIFA: 12 de diciembre de 2005, Deportivo Saprissa 1 - Sydney Football Club 0.[250]
  - Debut en Liga Concacaf: 31 de julio de 2019, Deportivo Saprissa 3 - Belmopan Bandits 1.[251]
  - Debut en Copa Centroamericana de Concacaf: 3 de agosto de 2023, Deportivo Saprissa 1 - Club Sport Cartaginés 0.[252]
  - Mayor goleada conseguida en Liga de Campeones de la Concacaf: Deportivo Saprissa 9 - Diriangén Fútbol Club 0, el 24 de mayo de 1970.
  - Mayor goleada conseguida en Copa Fraternidad Centroamericana: Deportivo Saprissa 5 - Club Deportivo Platense 1, en 1976;[253]
  - Mayor goleada conseguida en Recopa de la Concacaf: Deportivo Saprissa 8 - Real Estelí Fútbol Club 1, el 8 de diciembre de 1991.
  - Mayor goleada conseguida en Torneo Grandes de Centroamérica: Deportivo Saprissa 5 - Liga Deportiva Alajuelense 0, el 19 de mayo de 1996.[247]
  - Mayor goleada conseguida en Copa Interclubes de la Uncaf: Deportivo Saprissa 5 - Diriangén Fútbol Club 0, el 25 de octubre de 2003.[254]
  - Mayor goleada conseguida en Copa de Gigantes de la Concacaf: Deportivo Saprissa 5 - Alianza Fútbol Club 1, el 7 de marzo de 2001.
  - Mayor goleada conseguida en Liga Concacaf: Deportivo Saprissa 5 - Arcahaie Football Club 0, el 22 de enero de 2021.
  - Mayor goleada conseguida en Copa Centroamericana de Concacaf: Deportivo Saprissa 5 - Club Deportivo Cobán Imperial 0, el 29 de agosto de 2023 y Deportivo Saprissa 5 - Asociación Deportiva Guanacasteca 0, el 31 de julio de 2024.
  - Director Técnico de Saprissa con más partidos dirigidos de Liga de Campeones de la Concacaf: Jeaustin Campos con 24 juegos dirigidos.[255]
  - Director Técnico de Saprissa con más partidos dirigidos en torneos internacionales: Marvin Rodríguez con 87 juegos dirigidos.
  - Jugador de Saprissa con más goles anotados en torneos internacionales : Edgar Marín 23 goles.[256]
  - Jugador extranjero de Saprissa con más goles anotados en certámenes internacionales: Odir Jacques (brasileño) 22 goles.[257]
  - Jugador extranjero de Saprissa con más partidos internacionales: Mariano Torres (argentino) 42 partidos.[258]
  - Jugador de Saprissa con más partidos internacionales interclubes oficiales: Víctor Cordero 112 juegos.[259]
  - Jugador de Saprissa con más partidos en Copa Fraternidad Centroamericana: Heriberto Rojas 64 juegos.[260]
  - Jugador de Saprissa con más partidos en Torneo Grandes de Centroamérica: Jervis Drummond 15 juegos.[261]
  - Jugador de Saprissa con más partidos en Copa Interclubes de la Uncaf: Walter Centeno 41 juegos.[262][263]
  - Jugador de Saprissa con más partidos en Liga de Campeones de la Concacaf: Víctor Cordero 51 juegos.[264]
  - Jugadores de Saprissa con más campeonatos ganados en Liga de Campeones de la Concacaf: Víctor Cordero y Ronald González 3 títulos (1993, 1995 y 2005).[265]
  - Jugadores de Saprissa con más goles anotados en un solo partido de Liga de Campeones de la Concacaf: Eduardo Umaña 4 tantos, el 5 de noviembre de 1965 (Deportivo Saprissa 8 - Deportivo Unión Española 0); Miguel Mansilla 4 tantos, el 8 de mayo de 1978 (Deportivo Saprissa 6 - Diriangén Fútbol Club 0) y Hernán Medford 4 tantos, el 5 de diciembre de 1993 (Deportivo Saprissa 9 - Sport Vereniging Robinhood 1).
  - Jugador de Saprissa con más goles anotados en un solo partido de Liga Concacaf: Johan Venegas 4 tantos, el 5 de noviembre de 2020 (Deportivo Saprissa 4 -  Club Social y Deportivo Municipal 1).[266]
  - Jugador de Saprissa con más goles anotados en Copa Fraternidad Centroamericana: Odir Jacques 16 goles.
  - Jugadores de Saprissa con más goles anotados en Torneo Grandes de Centroamérica: Roy Myers y Adrián Mahía 6 goles.
  - Jugador de Saprissa con más goles anotados en Copa Interclubes de la Uncaf: Walter Centeno 11 goles.[267]
  - Jugador de Saprissa con más goles anotados en Liga de Campeones de la Concacaf: Rolando Fonseca 11 goles.[268]
  - Jugador de Saprissa con más goles anotados en Liga Concacaf: Johan Venegas 13 goles.[269]
  - Jugadores de Saprissa con más goles anotados en Copa de Gigantes de la Concacaf: Rolando Fonseca, Walter Centeno y Jeaustin Campos 2 goles (2001).[270]
  - Jugador de Saprissa con más goles anotados en Recopa de la Concacaf: Evaristo Coronado 4 goles (1991).[271]
  - Jugador de Saprissa con más goles anotados en Copa Interamericana: Javier Wanchope 3 goles (1994 y 1997).[272][273]
  - Jugador de Saprissa con más goles anotados en Copa Mundial de Clubes de la FIFA: Álvaro Saborío 2 goles (2005).[274]
  - Nombrado como un club clásico por parte de la FIFA.[275][276]
  - Mejor posición alcanzada en el ranking de clubes de CONCACAF: puesto 43 el 30 de diciembre de 2023.[277][278]
  - Mejor posición alcanzada en el ranking mundial de clubes de RSSSF: puesto 56 el 1 de enero de 2019.[279]
  - Mejor posición alcanzada en el ranking mundial de clubes de la IFFHS: puesto 77 el 4 de septiembre de 2006.[280]
  - Mejor posición alcanzada en el ranking mundial de clubes de FootballDatabase: puesto 150 en diciembre de 2023.[281]
  - Mejor posición alcanzada en el ranking mundial de clubes de la IFCStat: puesto 163 el 20 de febrero de 2012.[282]
  - Mejor posición alcanzada en el ranking mundial de clubes de Soccerverse: puesto 316 el 16 de enero de 2024.[283]
  - Nombrado el “Equipo de la primera década del siglo XXI en Centroamérica”.[284]
  - Posición alcanzada en el ranking de la IFFHS del “Equipo de la primera década del siglo XXI de la Concacaf”: puesto 7.[285]
  - Posición alcanzada en el ranking de la IFFHS de “Más ganadores de títulos nacionales en el mundo en el siglo XXI”: puesto 14.[286]
  - Posición alcanzada en el ranking de la IFFHS del “Guardameta del mundo del siglo XXI (2001-2020)”: Keylor Navas puesto 10.[287]
  - Posición alcanzada en el ranking de la IFFHS del “Guardameta del mundo de 1987-2020)”: Keylor Navas puesto 20.[288]
  - Posición alcanzada en el ranking de la IFFHS de “Anotadores de más goles del mundo del siglo XXI”: Carlos Saucedo puesto 13 y Víctor Núñez puesto 23.[289]
  - Posición alcanzada en el ranking de la IFFHS de “Defensores más anotadores de goles del mundo del siglo XXI”: Keilor Soto puesto 4 y Kendall Waston puesto 31.[290]
  - Declarado el mejor guardameta de la Concacaf 1987-2020 : Keylor Navas.[291]
  - Jugadores elegidos en el Equipo Ideal de Costa Rica de la IFFHS: Keylor Navas, Gilberto Martínez, Mario Cordero, Walter Centeno, Juan Cayasso, Hernán Medford.[292][293]
  - Posición alcanzada en el ranking de la IFFHS del Defensor más goleador del mundo en la tercera década del siglo XXI después de 2 años: Kendall Waston puesto 7.[294]
  - Posición alcanzada en el ranking de la IFFHS del Defensor más goleador del mundo 2023: Kendall Waston puesto 16.[295]
  - Equipo costarricense que más veces conquistó anotaciones en juegos de carácter internacional (oficiales y amistosos).[296]
  - Primer equipo de Fútbol de Costa Rica y Latinoamérica en dar la Vuelta al Mundo en 1959: La escuadra morada realizó 31 partidos internacionales durante el año, esto debido en gran parte a la Gira Alrededor del Mundo. La cifra no ha sido igualada ni mucho menos superada por ningún cuadro nacional.[297]
- Premios FOX Sports:
  - Equipo más destacado del año 2005 en Latinoamérica: Deportivo Saprissa.[298][299]
- Premios Diario El País:
  - Mejor equipo de Costa Rica 2021: Deportivo Saprissa.
  - Mejor jugador de Costa Rica 2021: Christian Bolaños.[300][301]
- Premios Diario La República:
  - Mejor futbolista del país 1969: Walter Elizondo.[302]
- Premios Diario Al Día:
  - Mejor jugador Al Día 2000-2001: Gilberto Martínez.
  - Mejor jugador Al Día 2003-2004: Walter Centeno.
  - Mejor jugador Al Día 2004-2005: José Francisco Porras.[303]
- Premios Círculo de Periodistas y Locutores Deportivos de Costa Rica:
  - 1959:
    - Novato del año: Felipe Induni.[304]

  - 1960:
    - Atleta del año: Felipe Induni.[305]

  - 1962:
    - Novato del año: Edgar Marín.[306]

  - 2007-2008:
    - Mejor entrenador nacional: Jeaustin Campos.[307]

  - 2014:
    - Mejor jugador temporada 2014: Adolfo Machado.
    - Mejor director técnico: Jeaustin Campos.
    - Mejor dirigente: Juan Carlos Rojas.[308]

  - 2015:
    - Destacable trabajo: Juan Carlos Rojas.
    - Extranjero en el año 2015: Adolfo Machado.
    - Faena del Torneo de Invierno: Ariel Rodríguez.[309]

  - 2016:
    - Deportista destacado: Marvin Angulo.[310]

  - 2017:
    - Mejor futbolista extranjero: Mariano Torres.[311]

  - 2018:
    - Mejor jugador futbolista del 2018: Christian Bolaños.[312]
    - Reconocimiento campeón nacional del Torneo Clausura 2018: Deportivo Saprissa.[313]
- Premios IFFHS:
  - Equipo del Siglo XX de la Concacaf: Deportivo Saprissa.[314][315]
- Premios FIFA:
  - Copa Mundial de Clubes de la FIFA 2005:
    - Jugador ganador del Balón de Bronce: Christian Bolaños.[316][317]
- Premios CONCACAF:
  - Liga Concacaf 2019:
    - Jugador ganador MVP Balón de Oro: Johan Venegas.
    - Jugador ganador Bota de Oro: Johan Venegas.
    - Jugador ganador premio Mejor Jugador Joven: Manfred Ugalde.
    - Premio Juego Limpio: Deportivo Saprissa.[318][319][320]
    - Jugadores elegidos en el Equipo Ideal del torneo: Luis José Hernández, Marvin Angulo, Manfred Ugalde y Johan Venegas.[321]

  - Liga Concacaf 2020:
    - Jugador ganador Bota de Oro: Johan Venegas.[322]
    - Jugadores elegidos en el Equipo Ideal del torneo: Esteban Espíndola, Michael Barrantes, Mariano Torres y Johan Venegas.[323]

  - Copa Centroamericana de Concacaf 2023:
    - Jugadores elegidos en el Once Ideal de la fase de grupos del torneo: Esteban Alvarado, Jorkaeff Azofeifa, David Guzmán y Javon East.[324]
    - Jugador ganador del premio Game Changer de la fase de grupos del torneo: Javon East.[325]
    - Jugador elegido en el Once Ideal de cuartos de final del torneo: Javon East.[326]
    - Top 10 Golazos Fase de grupos Copa Centroamericana 2023: Jefferson Brenes puesto 4, el 10 de agosto de 2023 (Deportivo Saprissa 4 - Jocoro Fútbol Club 0).[327]
    - Top 10 de los mejores goles de la Copa Centroamericana 2023: Jefferson Brenes puesto 3, el 10 de agosto de 2023 (Deportivo Saprissa 4 - Jocoro Fútbol Club 0).[328]

  - Copa de Campeones de Concacaf 2024:
    - Top 10 Golazos Primera ronda Copa Campeones de Concacaf 2024: Mariano Torres puesto 4, el 27 de febrero de 2024 (Deportivo Saprissa 3 - Philadelphia Union 3).[329]

  - Copa Centroamericana de Concacaf 2024:
    - Top 10 de los mejores goles de la Copa Centroamericana 2024: Jefferson Brenes puesto 9, el 31 de julio de 2024 (Deportivo Saprissa 5 - Asociación Deportiva Guanacasteca 0).[330]
- Premios UNAFUT:
  - Temporada 2002-2003:
    - Dedicado: Mario Cordero.[331]
    - Segundo lugar: Deportivo Saprissa.[332]

  - Campeonato Invierno 2007:
    - Reconocimiento Especial: Willy Gálvez.[333]
    - Juego Limpio: Víctor Cordero.
    - Mejor Director Técnico: Jeaustin Campos.
    - Campeón Nacional: Deportivo Saprissa.[334]

  - Campeonato Verano 2008:
    - Dedicado: Marvin Rodríguez.[331]
    - Mejor Director Técnico: Jeaustin Campos.
    - Jugada o Momento Fair Play: José Francisco Porras.
    - Equipo más Disciplinado: Deportivo Saprissa.[335]

  - Campeonato Invierno 2008:
    - Dedicado: Marvin Rodríguez.
    - Mejor Portero: Keylor Navas.
    - Mejor Jugador: Celso Borges.
    - Equipo más Disciplinado: Deportivo Saprissa.
    - Campeón Nacional: Deportivo Saprissa.[336]

  - Campeonato Verano 2009:
    - Acción Fair Play: Willy Gálvez.
    - Mejor Gol: Michael Barrantes.
    - Mejor Jugador: Walter Centeno.
    - Tercer Lugar: Deportivo Saprissa.[337]

  - Campeonato Invierno 2009:
    - Acción Fair Play: Víctor Cordero.
    - Novato del Campeonato: David Guzmán.
    - Equipo más Disciplinado: Deportivo Saprissa.
    - Equipo del Siglo de la Concacaf: Deportivo Saprissa.[338]

  - Campeonato Verano 2010:
    - Dedicado: Walter Elizondo.
    - Goleador: Alejandro Sequeira.
    - Mejor Portero: Keylor Navas.
    - Mejor Jugador: Walter Centeno.
    - Campeón Nacional: Deportivo Saprissa.
    - Cuerpo Técnico Equipo Campeón: Deportivo Saprissa.[339]

  - Campeonato Invierno 2011:
    - Jugador Revelación Sub 21: Yeltsin Tejeda.
    - Tercer Lugar: Deportivo Saprissa.[340]

  - Campeonato Verano 2012:
    - Tercer Lugar: Deportivo Saprissa.[341]

  - Campeonato Invierno 2012:
    - Mejor Gol: Juan Bustos Golobio.[342]

  - Torneo Copa Banco Nacional 2013:
    - Mejor Jugador: Diego Estrada.
    - Goleador: Diego Estrada.[343]
    - Campeón: Deportivo Saprissa.[344]

  - Temporada 2013-2014:
    - Mejor Jugador Revelación Sub-21: David Ramírez.
    - Mejor Jugador: Yeltsin Tejeda.
    - Campeón Nacional Verano JPS 2014: Deportivo Saprissa.[345]
    - Dedicado Verano 2014: Alfredo Piedra.[346]

  - Torneo Copa Popular 2014:
    - Goleador: Ariel Rodríguez.[347]

  - Temporada 2014-2015:
    - Campeón Invierno 2014: Deportivo Saprissa.
    - Dedicado Campeonato Verano JPS 2015: Edgar Marín.
    - Mejor Extranjero: Adolfo Machado.
    - Acción Fair Play: Keilor Soto.
    - Mejor Portero: Danny Carvajal.[348]

  - Temporada 2015-2016:
    - Mejor Jugador del Invierno 2015: Marvin Angulo.
    - Mejor Extranjero Invierno 2015: Adolfo Machado.
    - Mejor Gol del Invierno 2015: Daniel Colindres.
    - Goleador del Invierno 2015: Ariel Rodríguez.
    - Campeón Invierno 2015: Deportivo Saprissa.
    - Mejor Extranjero Verano 2016: Adolfo Machado.[349]

  - Temporada 2016-2017:
    - Mejor Jugador Invierno 2016: Marvin Angulo.
    - Mejor Director Técnico Invierno 2016: Carlos Watson.
    - Mejor Portero Invierno 2016: Danny Carvajal.
    - Mejor Extranjero Invierno 2016: Adolfo Machado.
    - Mejor Gol del Invierno 2016: Marvin Angulo.
    - Primer Lugar Campeonato Banco Popular Invierno 2016: Deportivo Saprissa.
    - Segundo Lugar Campeonato Banco Popular Verano 2017: Deportivo Saprissa.[350]

  - Temporada 2017-2018:
    - Mejor Jugador Campeonato Banco Popular Clausura 2018: Daniel Colindres.
    - Mejor Sub 21 Campeonato Banco Popular Clausura 2018: Luis José Hernández.
    - Mejor Director Técnico Campeonato Banco Popular Clausura 2018: Víctor Cordero.
    - Acción Fair Play: Kevin Briceño.
    - Campeón Campeonato Banco Popular Clausura 2018: Deportivo Saprissa.[351]

  - Temporada 2018-2019:
    - Segundo Lugar Apertura 2018: Deportivo Saprissa.
    - Dedicado Apertura 2018: Guillermo Hernández.[352]
    - Mejor Extranjero Clausura 2019: Mariano Torres.
    - Segundo Lugar Clausura 2019: Deportivo Saprissa.[353]
    - Dedicado Clausura 2019: Odir Jacques.[354]

  - Temporada 2019-2020:
    - Mejor Sub 20 Apertura 2019: Manfred Ugalde.
    - Mejor Gol Apertura 2019: Randall Leal.
    - Equipo Campeón Clausura 2020: Deportivo Saprissa.
    - Mejor Jugador Clausura 2020: Christian Bolaños.
    - Mejor Portero Clausura 2020: Aarón Cruz.
    - Mejor Director Técnico Clausura 2020: Walter Centeno.
    - Máximo Goleador Clausura 2020: Christian Bolaños.[355]
    - Dedicado Clausura 2020: Javier Wanchope.[356]

  - Temporada 2020-2021:
    - Mejor Portero Clausura 2021: Aarón Cruz.
    - Mejor Jugador Sub 20 Clausura 2021: Jordy Evans.
    - Mejor Extranjero Clausura 2021: Mariano Torres.
    - Mejor Director Técnico Clausura 2021: Mauricio Wright.
    - Equipo Campeón Clausura 2021: Deportivo Saprissa.[357]

  - Supercopa Liga Promerica 2021:
    - Mejor Jugador: Daniel Colindres.[358]

  - Temporada 2021-2022:
    - Mejor Gol Apertura 2021: Michael Barrantes.
    - Mejor Portero Apertura 2021: Aarón Cruz.
    - Reconocimiento Especial 500 Partidos en Primera División: Marvin Angulo.
    - Reconocimiento al Segundo Lugar Apertura 2021: Deportivo Saprissa.[359]

  - Temporada 2022-2023:
    - Mejor Sub 20 Apertura 2022: Álvaro Zamora.
    - Mejor Portero Apertura 2022: Kevin Chamorro.
    - Mejor Jugador Apertura 2022: Mariano Torres.
    - Mejor Director Técnico Apertura 2022: Jeaustin Campos.
    - Mejor Extranjero Apertura 2022: Mariano Torres.
    - Campeón Nacional Apertura 2022: Deportivo Saprissa.[360]
    - Mejor Sub 20 Clausura 2023: Warren Madrigal.
    - Mejor Portero Clausura 2023: Kevin Chamorro.
    - Mejor Jugador Clausura 2023: Mariano Torres.
    - Mejor Director Técnico Clausura 2023: Vladimir Quesada.
    - Mejor Extranjero Clausura 2023: Mariano Torres.
    - Campeón Nacional Clausura 2023: Deportivo Saprissa.[361]

  - Temporada 2023-2024:
    - Mejor Sub 21 Apertura 2023: Warren Madrigal.
    - Mejor Portero Apertura 2023: Kevin Chamorro.
    - Mejor Jugador Apertura 2023: Fidel Escobar.
    - Mejor Director Técnico Apertura 2023: Vladimir Quesada.
    - Mejor Extranjero Apertura 2023: Fidel Escobar.
    - Campeón Nacional Apertura 2023: Deportivo Saprissa.[362][363]
    - Dedicado Apertura 2023: Alfonso Brenes.[364]
    - Mejor Sub 21 Clausura 2024: Warren Madrigal.
    - Mejor Jugador Clausura 2024: Luis Paradela.
    - Mejor Director Técnico Clausura 2024: Vladimir Quesada.
    - Mejor Extranjero Clausura 2024: Luis Paradela.
    - Mejor Gol Apertura 2024: David Guzmán.
    - Campeón Nacional Clausura 2024: Deportivo Saprissa.[365]

  - Temporada 2024-2025:
    - Dedicado Apertura 2024: Rigoberto Rojas.[366]
    - Goleador Apertura 2024: Javon East.[367]

  - Temporada 2025-2026:
    - Dedicado Apertura 2025: Hernán Morales.[368]

  - Torneo de Copa 2025-2026:
    - Dedicado: Carlos Solano.[369]
- Miembros en la Galería Costarricense del Deporte:
  - 1969: Ricardo Saprissa.[370][371]
  - 1977: Álvaro Murillo.[372]
  - 1982: Mario Cordero.[373]
  - 1985: Alfredo Piedra.[374]
  - 1988: Luis Cartín.[375]
  - 1990: Walter Elizondo.[376]
  - 1999: Edgar Marín.[377]
  - 2001: Mario Pérez.[378]
  - 2003: Jorge Monge.[379]

### Participaciones internacionales
| Competencia                           | Edición |
| ------------------------------------- | --- |
| Copa Mundial Clubes (1)               | 2005. |
| Copa Interamericana (2)               | 1994, 1997. |
| Liga de Campeones de la Concacaf (38) | 1963, 1965, 1969, 1970, 1971, 1973, 1974, 1975, 1977, 1978, 1983, 1986, 1987, 1991, 1992, 1993, 1995, 1996, 1998, 1999, 2002, 2004, 2005, 2006, 2008, 2008-09, 2009-10, 2010-11, 2014-15, 2015-16, 2016-17, 2018, 2019, 2020, 2021, 2022, 2024, 2025. |
| Recopa de la Concacaf (1)             | 1991. |
| Copa de Gigantes de la Concacaf (1)   | 2001. |
| Liga Concacaf (3)                     | 2019, 2020, 2021. |
| Copa Centroamericana de Concacaf (3)  | 2023, 2024, 2025. |
| Copa Interclubes de la Uncaf (8)      | 1999, 2000, 2001, 2003, 2004, 2005, 2006, 2007. |
| Torneo Grandes de Centroamérica (3)   | 1996, 1997, 1998. |
| Copa Fraternidad Centroamericana (9)  | 1971, 1972, 1973, 1974, 1975, 1976, 1977, 1978, 1983. |

- En negrita se muestran las ediciones que fue campeón.

| Torneo                            | TJ | PJ  | PG  | PE  | PP  | GF  | GC  | Dif. | Puntos | Títulos |
| --------------------------------- | -- | --- | --- | --- | --- | --- | --- | ---- | ------ | ------- |
| Copa Mundial de Clubes de la FIFA | 1  | 3   | 2   | 0   | 1   | 4   | 5   | -1   | 6      | –       |
| Copa Interamericana               | 2  | 3   | 1   | 0   | 2   | 6   | 9   | -3   | 3      | –       |
| Liga de Campeones de la Concacaf  | 38 | 175 | 76  | 46  | 53  | 295 | 212 | +83  | 274    | 3       |
| Recopa de la Concacaf             | 1  | 3   | 1   | 1   | 1   | 11  | 5   | +6   | 4      | –       |
| Copa Gigantes de la Concacaf      | 1  | 6   | 3   | 2   | 1   | 12  | 5   | +7   | 11     | –       |
| Liga Concacaf                     | 3  | 18  | 13  | 1   | 4   | 41  | 19  | +22  | 40     | 1       |
| Copa Centroamericana de Concacaf  | 3  | 18  | 10  | 5   | 3   | 36  | 15  | +21  | 35     | –       |
| Copa Interclubes de la Uncaf      | 20 | 162 | 73  | 53  | 36  | 239 | 159 | +80  | 240    | 5       |
| Total                             | 69 | 393 | 183 | 108 | 102 | 650 | 430 | +220 | 657    | 9       |

### Participaciones nacionales
| Competencia   | Edición |
| ------------- | --- |
| Liga (92)     | 1949, 1950, 1951, 1952, 1953, 1955, 1957, 1958, 1959, 1960, A 1961, 1962, 1963, 1964, 1965, 1966, 1967, 1968, 1969, 1970, 1971, 1972, 1973, 1974, 1975, 1976, 1977, 1978, 1979, 1980, 1981, 1982, 1983, 1984, 1985, 1986, 1987, 1988, 1989, 1991, 1992, 1992-93, 1993-94, 1994-95, 1995-96, 1996-97, 1997-98, 1998-99, 1999-00, 2000-01, 2001-02, 2002-03, 2003-04, 2004-05, 2005-06, 2006-07, I 2007, V 2008, I 2008, V 2009, I 2009, V 2010, I 2010, V 2011, I 2011, V 2012, I 2012, V 2013, I 2013, V 2014, I 2014,I 2015, I 2015, V 2016, I 2016, V 2017, A 2017, C 2018, A 2018, C 2019, A 2019, C 2020, A 2020, C 2021, A 2021, C 2022, A 2022, C 2023, A 2023, C 2024, A 2024, C 2025 |
| Copa (26)     | 1949, 1950, 1954, CP 1955, CC 1956, 1959, 1960, 1961, CGM 1963, CP 1963, 1965, 1967, 1970, CV 1972, CJS 1972, 1974, 1975, 1977, 1984, 1996, 2013, 2014, 2015, 2022, 2023, 2024-2025 |
| Supercopa (6) | 1976, 1979, 2020, 2021, 2023, 2024. |
| Recopa (3)    | 1963, 2023, 2024. |

- En negrita se muestran las ediciones que fue campeón.

| Torneo    | TJ  | PJ   | PG   | PE  | PP  | GF   | GC   | Dif.  | Puntos | Títulos |
| --------- | --- | ---- | ---- | --- | --- | ---- | ---- | ----- | ------ | ------- |
| Liga      | 92  | 2792 | 1503 | 716 | 573 | 5013 | 2717 | +2293 | 5225   | 40      |
| Copa      | 26  | 120  | 68   | 31  | 21  | 247  | 130  | +157  | 235    | 7       |
| Supercopa | 6   | 8    | 4    | 1   | 3   | 11   | 7    | +4    | 13     | 3       |
| Recopa    | 3   | 3    | 0    | 2   | 1   | 2    | 4    | -2    | 2      | 2       |
| Total     | 127 | 2923 | 1575 | 750 | 599 | 5273 | 2858 | +2415 | 5475   | 52      |

## Palmarés

### Torneos Nacionales (51 títulos oficiales)
| Competición nacional                   | Títulos | Subcampeonatos |
| -------------------------------------- | --- | --- |
| Primera División de Costa Rica (40/19) | 1952, 1953, 1957, 1962, 1964, 1965, 1967, 1968, 1969, 1972, 1973, 1974, 1975, 1976, 1977, 1982, 1988, 1989, 1993-94, 1994-95, 1997-98, 1998-99, 2003-04, 2005-06, 2006-07, Invierno 2007, Verano 2008, Invierno 2008, Verano 2010, Verano JPS 2014, Invierno JPS 2014, Invierno Banco Popular 2015, Banco Popular Invierno 2016, Banco Popular Clausura 2018, Clausura 2020, Clausura 2021, Apertura 2022, Clausura 2023, Apertura 2023, Clausura 2024. (Récord) | 1950, 1956, 1958, 1959, 1961 ASOFUTBOL, 1963, 1966, 1970, 1971, 1984, 1991, 1992, 1996-97, 1999-00, 2002-03, Banco Popular Verano 2017, Apertura 2018, Clausura 2019, Apertura 2021. |
| Copa de Costa Rica (6/7)               | Copa Gran Bretaña 1950, Copa Presidente 1960, Copa Presidente 1963, Copa Costa Rica 1970, Copa Juan Santamaría 1972, Copa Banco Nacional 2013. | Copa Costa Rica 1954, Copa ASOFUTBOL 1961, Copa Gastón Michaud 1963, Copa Costa Rica 1967, Copa Popular 2014, Copa DoradoBet 2023.                                                   |
| Supercopa de Costa Rica (3/2)          | Copa Campeón de Campeones 1976, Supercopa Liga Promerica 2021, Supercopa Liga Promerica 2023. (Récord compartido) | Supercopa Liga Promerica 2020, Supercopa Liga Promerica 2024. |
| Recopa de Costa Rica (2/1)             | Copa Campeón de Campeones 1963, Recopa 2023. | Recopa 2024. |
| Segunda División de Costa Rica (1/0)   | 1948. | |
| Tercera División de Costa Rica (1/1)   | 1947. | 1946. |

### Títulos internacionales (9 títulos oficiales)
| Competición internacional              | Títulos                    | Subcampeonatos    |
| -------------------------------------- | -------------------------- | ----------------- |
| Liga de Campeones de la Concacaf (3/3) | 1993, 1995, 2005.          | 1973, 2004, 2008. |
| Liga Concacaf (1/1)                    | 2019.                      | 2020.             |
| Copa Interclubes de la Uncaf (1/3)     | 2003.                      | 2001, 2004, 2007. |
| Copa Fraternidad Centroamericana (3/2) | 1972, 1973, 1978. (Récord) | 1971, 1974.       |
| Torneo Grandes de Centroamérica (1/2)  | 1998. (Récord compartido)  | 1996, 1997.       |
| Copa Interamericana (0/2)              |                            | 1994, 1997.       |
|                                        |                            |                   |

- Torneo de Apertura (4): 1998, 2003, 2005, 2006.1[383]
- Torneo de Clausura (4): 1998, 1999, 2006, 2007.2[384][385]
- Torneo Centroamericano de la Concacaf (5): 1965, 1970, 1973, 1975, 1977.3[386][387]

1. El campeón del torneo de Apertura entre los años 1997 y 2006 clasificaba a la final del campeonato de Primera División de Costa Rica.
2. El campeón del torneo de Clausura entre los años 1998 y 2007 clasificaba a la final del campeonato de Primera División de Costa Rica.
3. En las primeras ediciones la Copa de Campeones de la Concacaf se dividió por zonas (la Zona Norteamericana, la Zona del Caribe y la Zona Centroamericana), donde el vencedor de la Zona Centroamericana clasificaba a instancias finales contra los ganadores de las otras zonas.

### Torneos amistosos nacionales e internacionales
- Campeón Torneo Relámpago (2): 1949, 1957.[388][389]
- Campeón Copa Mayid Barzuna: 1954.[390]
- Campeón Copa Cuadrangular: 1956.
- Campeón Copa Mamemic Line: 1956.[391]
- Campeón Cuadrangular Internacional: 1956.[392]
- Campeón Cuadrangular Internacional: 1957.[393]
- Campeón Copa Coronel José Antonio Buenaño (Venezuela): 1959.[394]
- Campeón Trofeo Vuelta al Mundo: 1959.
- Campeón Triangular Internacional: 1959.
- Campeón Cuadrangular Internacional: 1961.[395]
- Campeón Torneo Cuadrangular de la Cruz Roja (Guatemala): 1963.[396]
- Campeón Triangular Internacional: 1969.[397][398]
- Campeón Serie Cuadrangular Internacional: 1970/1971.
- Campeón Cuadrangular Internacional Inauguración Estadio Ricardo Saprissa: 1972.[399]
- Campeón Triangular Internacional con Banfield: 1974.[400]
- Campeón Pentagonal Internacional: 1979.[401]
- Campeón Copa Sahsa (Honduras): 1982.[402]
- Campeón Copa Ricardo Saprissa (2): 1982, 1989.
- Campeón Copa Camel (Estados Unidos): 1985.[403]
- Campeón Copa Aviateca (Guatemala): 1990.[404]
- Campeón Copa Labrador: 1990.[405]
- Campeón Cuadrangular Internacional Diriamba (Nicaragua): 1992.[406]
- Campeón Copa LG Electronics (Guatemala): 1999.[407]
- Campeón Torneo 90 Minutos por la Vida (5): 1999, 2004, 2007, 2009, 2011.[408][409]
- Campeón Copa Raimundo Tupper: 2011.[410]
- Campeón Copa Luis Grill Prieto (Guatemala): 2013.[411]
- Campeón Copa Antigua (Guatemala): 2014.[412]
- Campeón Copa Volcán Turrialba: 2016.[413]
- Campeón Copa La Anexión: 2016.[414]

### Otras participaciones en torneos amistosos
- Subcampeón Copa Compañía Bananera: 1953.[415]
- Subcampeón Torneo Cuadrangular (San José): 1958/59.[416]
- Subcampeón Torneo Triangular Fernando Lara: 1960.[417]
- Subcampeón Triangular Internacional: 1961.
- Subcampeón Triangular Internacional con Flamengo: 1962.[418]
- Subcampeón Triangular Internacional con Irapuato: 1962.
- Subcampeón Pentagonal Club Tournaments Second Division (México): 1964.[419]
- Subcampeón Cuadrangular Internacional: 1969.
- Subcampeón Triangular Internacional: 1975.
- Subcampeón Triangular Internacional: 1979.
- Subcampeón Copa Sanyo: 1984.
- Subcampeón Copa KLM: 1994.[420]
- Subcampeón Copa Pachuca Cuna del Fútbol Mexicano (México): 1995.[421]
- Subcampeón Copa LG: 1998.[422]
- Subcampeón Copa Baderland (Alemania): 2005.[423]
- Subcampeón Copa Chiapas (México): 2006.[424]
- Subcampeón Copa Ricard (Uruguay): 2008.[425]
- Subcampeón Copa Ibérico (2): 2012, 2013.[426][427]
- Subcampeón Pre-Season Friendly vs Fulham: 2013.[428]
- Subcampeón Superclásico Copa LG: 2014.[429]
- Subcampeón Copa Gigantes de América: 2015.[430]
- Subcampeón Copa Ciclón (Honduras): 2015.[431]
- Subcampeón Super Clásico: 2015.[432]

## Rivalidades
A lo largo de la historia el Deportivo Saprissa ha tenido una serie de rivalidades con diversos equipos, las cuales llegaron a convertirse en clásicos. Contra la Liga Deportiva Alajuelense disputa el Clásico Nacional, contra el Club Sport Herediano se mide en el denominado Clásico del Buen Fútbol, y contra el Club Sport Cartaginés juega el Clásico de la Metrópolis. Todos estos enfrentamientos iniciaron en 1949, año en que el Deportivo Saprissa ingresó a la Primera División.
El Deportivo Saprissa comparte una rivalidad histórica contra la Liga Deportiva Alajuelense, ambas instituciones poseen la mayor cantidad de títulos oficiales ganados, también la mayor cantidad de seguidores del país. Han disputado finales en los cuatro torneos oficiales disputados a nivel nacional: Liga, Copa, Supercopa y Recopa; además de dos finales internacionales en la Copa de Campeones de la Concacaf y la Liga Concacaf.
El Deportivo Saprissa tiene otra rivalidad histórica contra el Club Sport Herediano, quien es el tercer equipo en cantidad títulos oficiales ganados, y también el tercer conjunto con más cantidad de seguidores del país. Han disputado finales en tres de los torneos oficiales disputados a nivel nacional: Liga, Copa y Supercopa.
El Deportivo Saprissa comparte rivalidad a nivel internacional contra el equipo hondureño, el Club Deportivo Olimpia, la cual ambas instituciones poseen más títulos de su país correspondiente, por lo que se denomina Clásico Centroamericano.

## Secciones deportivas
Otro equipos deportivos costarricenses asociados al Deportivo Saprissa llevan la misma divisa.
Estos equipos son:
- Saprissa FF (equipo de la Primera División Femenina de Costa Rica).
- Saprissa Futsal (equipo de Liga Premier de Fútbol Sala de Costa Rica).[434]
- Generación Saprissa anteriormente llamado Saprissa de Corazón (equipo de la Segunda División de Costa Rica). Equipo desaparecido.[435]
- Saprissa Basketball (equipo de la Liga de Baloncesto Superior de Costa Rica). Equipo desaparecido.[436]
- Saprissa Baseball (equipo del Campeonato Nacional de Béisbol de Costa Rica). Equipo desaparecido.[437]
- Saprissa Fútbol Playa (equipo del Campeonato Nacional de Fútbol Playa de Costa Rica). Equipo desaparecido.[438]
- Saprissa Ciclismo (equipo de Ciclismo de Ruta de Costa Rica). Equipo desaparecido.[439]
- Saprissa Esports (equipo de League of Legends perteneciente a la Liga Regional Norte de LVP y Riot Games). Equipo desaparecido.[440]